# Danh sách hành tinh vi hình: 1001–2000
Đây là một phụ trang danh sách hành tinh vi hình, bắt đầu từ 1001 đến 2000. Để xem về các liên kết đến danh sách các hành tinh vi hình trên, xem danh mục. Bạn cũng nên xem danh sách tương tự Ý nghĩa tên hành tinh vi hình: 1001–2000 để biết thêm chi tiết về tên trong danh sách này.

| Thiên thể gần Trái Đất | MBA (bên trong) | MBA (bên ngoài)   | Centaur                           |
| Cắt ngang Sao Hỏa      | MBA (ở giữa)    | Troia của Sao Mộc | Thiên thể bên ngoài Sao Hải Vương |
|                        |                 |                   |                                   |

## Danh sách

### Từ 1001 đến 1100
| Tên              | Tên đầu tiên | Ngày phát hiện       | Nơi phát hiện        | Người phát hiện          |
| ---------------- | ------------ | -------------------- | -------------------- | ------------------------ |
| 1001 Gaussia     | 1923 OA      | 8 tháng 8 năm 1923   | Crimea-Simeis        | S. Beljavskij            |
| 1002 Olbersia    | 1923 OB      | 15 tháng 8 năm 1923  | Crimea-Simeis        | V. Albitskij             |
| 1003 Lilofee     | 1923 OK      | 13 tháng 9 năm 1923  | Heidelberg           | K. Reinmuth              |
| 1004 Belopolskya | 1923 OS      | 5 tháng 9 năm 1923   | Crimea-Simeis        | S. Beljavskij            |
| 1005 Arago       | 1923 OT      | 5 tháng 9 năm 1923   | Crimea-Simeis        | S. Beljavskij            |
| 1006 Lagrangea   | 1923 OU      | 12 tháng 9 năm 1923  | Crimea-Simeis        | S. Beljavskij            |
| 1007 Pawlowia    | 1923 OX      | 5 tháng 10 năm 1923  | Crimea-Simeis        | V. Albitskij             |
| 1008 La Paz      | 1923 PD      | 31 tháng 10 năm 1923 | Heidelberg           | M. F. Wolf               |
| 1009 Sirene      | 1923 PE      | 31 tháng 10 năm 1923 | Heidelberg           | K. Reinmuth              |
| 1010 Marlene     | 1923 PF      | 12 tháng 11 năm 1923 | Heidelberg           | K. Reinmuth              |
| 1011 Laodamia    | 1924 PK      | 5 tháng 1 năm 1924   | Heidelberg           | K. Reinmuth              |
| 1012 Sarema      | 1924 PM      | 12 tháng 1 năm 1924  | Heidelberg           | K. Reinmuth              |
| 1013 Tombecka    | 1924 PQ      | 17 tháng 1 năm 1924  | Algiers              | B. Jekhovsky             |
| 1014 Semphyra    | 1924 PW      | 29 tháng 1 năm 1924  | Heidelberg           | K. Reinmuth              |
| 1015 Christa     | 1924 QF      | 31 tháng 1 năm 1924  | Heidelberg           | K. Reinmuth              |
| 1016 Anitra      | 1924 QG      | 31 tháng 1 năm 1924  | Heidelberg           | K. Reinmuth              |
| 1017 Jacqueline  | 1924 QL      | 4 tháng 2 năm 1924   | Algiers              | B. Jekhovsky             |
| 1018 Arnolda     | 1924 QM      | 3 tháng 3 năm 1924   | Heidelberg           | K. Reinmuth              |
| 1019 Strackea    | 1924 QN      | 3 tháng 3 năm 1924   | Heidelberg           | K. Reinmuth              |
| 1020 Arcadia     | 1924 QV      | 7 tháng 3 năm 1924   | Heidelberg           | K. Reinmuth              |
| 1021 Flammario   | 1924 RG      | 11 tháng 3 năm 1924  | Heidelberg           | M. F. Wolf               |
| 1022 Olympiada   | 1924 RT      | 23 tháng 6 năm 1924  | Crimea-Simeis        | V. Albitskij             |
| 1023 Thomana     | 1924 RU      | 25 tháng 6 năm 1924  | Heidelberg           | K. Reinmuth              |
| 1024 Hale        | 1923 YO13    | 2 tháng 12 năm 1923  | Williams Bay         | G. Van Biesbroeck        |
| 1025 Riema       | 1923 NX      | 12 tháng 8 năm 1923  | Heidelberg           | K. Reinmuth              |
| 1026 Ingrid      | 1923 NY      | 13 tháng 8 năm 1923  | Heidelberg           | K. Reinmuth              |
| 1027 Aesculapia  | 1923 YO11    | 11 tháng 11 năm 1923 | Williams Bay         | G. Van Biesbroeck        |
| 1028 Lydina      | 1923 PG      | 6 tháng 11 năm 1923  | Crimea-Simeis        | V. Albitskij             |
| 1029 La Plata    | 1924 RK      | 28 tháng 4 năm 1924  | La Plata Observatory | J. Hartmann              |
| 1030 Vitja       | 1924 RQ      | 25 tháng 5 năm 1924  | Crimea-Simeis        | V. Albitskij             |
| 1031 Arctica     | 1924 RR      | 6 tháng 6 năm 1924   | Crimea-Simeis        | S. Beljavskij            |
| 1032 Pafuri      | 1924 SA      | 30 tháng 5 năm 1924  | Johannesburg         | H. E. Wood               |
| 1033 Simona      | 1924 SM      | 4 tháng 9 năm 1924   | Williams Bay         | G. Van Biesbroeck        |
| 1034 Mozartia    | 1924 SS      | 7 tháng 9 năm 1924   | Crimea-Simeis        | V. Albitskij             |
| 1035 Amata       | 1924 SW      | 29 tháng 9 năm 1924  | Heidelberg           | K. Reinmuth              |
| 1036 Ganymed     | 1924 TD      | 23 tháng 10 năm 1924 | Hamburg-Bergedorf    | W. Baade                 |
| 1037 Davidweilla | 1924 TF      | 29 tháng 10 năm 1924 | Algiers              | B. Jekhovsky             |
| 1038 Tuckia      | 1924 TK      | 24 tháng 11 năm 1924 | Heidelberg           | M. F. Wolf               |
| 1039 Sonneberga  | 1924 TL      | 24 tháng 11 năm 1924 | Heidelberg           | M. F. Wolf               |
| 1040 Klumpkea    | 1925 BD      | 20 tháng 1 năm 1925  | Algiers              | B. Jekhovsky             |
| 1041 Asta        | 1925 FA      | 22 tháng 3 năm 1925  | Heidelberg           | K. Reinmuth              |
| 1042 Amazone     | 1925 HA      | 22 tháng 4 năm 1925  | Heidelberg           | K. Reinmuth              |
| 1043 Beate       | 1925 HB      | 22 tháng 4 năm 1925  | Heidelberg           | K. Reinmuth              |
| 1044 Teutonia    | 1924 RO      | 10 tháng 5 năm 1924  | Heidelberg           | K. Reinmuth              |
| 1045 Michela     | 1924 TR      | 19 tháng 11 năm 1924 | Williams Bay         | G. Van Biesbroeck        |
| 1046 Edwin       | 1924 UA      | 1 tháng 12 năm 1924  | Williams Bay         | G. Van Biesbroeck        |
| 1047 Geisha      | 1924 TE      | 17 tháng 11 năm 1924 | Heidelberg           | K. Reinmuth              |
| 1048 Feodosia    | 1924 TP      | 29 tháng 11 năm 1924 | Heidelberg           | K. Reinmuth              |
| 1049 Gotho       | 1925 RB      | 14 tháng 9 năm 1925  | Heidelberg           | K. Reinmuth              |
| 1050 Meta        | 1925 RC      | 14 tháng 9 năm 1925  | Heidelberg           | K. Reinmuth              |
| 1051 Merope      | 1925 SA      | 16 tháng 9 năm 1925  | Heidelberg           | K. Reinmuth              |
| 1052 Belgica     | 1925 VD      | 15 tháng 11 năm 1925 | Uccle                | E. Delporte              |
| 1053 Vigdis      | 1925 WA      | 16 tháng 11 năm 1925 | Heidelberg           | M. F. Wolf               |
| 1054 Forsytia    | 1925 WD      | 20 tháng 11 năm 1925 | Heidelberg           | K. Reinmuth              |
| 1055 Tynka       | 1925 WG      | 17 tháng 11 năm 1925 | Algiers              | E. Buchar                |
| 1056 Azalea      | 1924 QD      | 31 tháng 1 năm 1924  | Heidelberg           | K. Reinmuth              |
| 1057 Wanda       | 1925 QB      | 16 tháng 8 năm 1925  | Crimea-Simeis        | G. Shajn                 |
| 1058 Grubba      | 1925 MA      | 22 tháng 6 năm 1925  | Crimea-Simeis        | G. Shajn                 |
| 1059 Mussorgskia | 1925 OA      | 19 tháng 7 năm 1925  | Crimea-Simeis        | V. Albitskij             |
| 1060 Magnolia    | 1925 PA      | 13 tháng 8 năm 1925  | Heidelberg           | K. Reinmuth              |
| 1061 Paeonia     | 1925 TB      | 10 tháng 10 năm 1925 | Heidelberg           | K. Reinmuth              |
| 1062 Ljuba       | 1925 TD      | 11 tháng 10 năm 1925 | Crimea-Simeis        | S. Beljavskij            |
| 1063 Aquilegia   | 1925 XA      | 6 tháng 12 năm 1925  | Heidelberg           | K. Reinmuth              |
| 1064 Aethusa     | 1926 PA      | 2 tháng 8 năm 1926   | Heidelberg           | K. Reinmuth              |
| 1065 Amundsenia  | 1926 PD      | 4 tháng 8 năm 1926   | Crimea-Simeis        | S. Beljavskij            |
| 1066 Lobelia     | 1926 RA      | 1 tháng 9 năm 1926   | Heidelberg           | K. Reinmuth              |
| 1067 Lunaria     | 1926 RG      | 9 tháng 9 năm 1926   | Heidelberg           | K. Reinmuth              |
| 1068 Nofretete   | 1926 RK      | 13 tháng 9 năm 1926  | Uccle                | E. Delporte              |
| 1069 Planckia    | 1927 BC      | 28 tháng 1 năm 1927  | Heidelberg           | M. F. Wolf               |
| 1070 Tunica      | 1926 RB      | 1 tháng 9 năm 1926   | Heidelberg           | K. Reinmuth              |
| 1071 Brita       | 1924 RE      | 3 tháng 3 năm 1924   | Crimea-Simeis        | V. Albitskij             |
| 1072 Malva       | 1926 TA      | 4 tháng 10 năm 1926  | Heidelberg           | K. Reinmuth              |
| 1073 Gellivara   | 1923 OW      | 14 tháng 9 năm 1923  | Vienna               | J. Palisa                |
| 1074 Beljawskya  | 1925 BE      | 26 tháng 1 năm 1925  | Crimea-Simeis        | S. Beljavskij            |
| 1075 Helina      | 1926 SC      | 29 tháng 9 năm 1926  | Crimea-Simeis        | G. N. Neujmin            |
| 1076 Viola       | 1926 TE      | 5 tháng 10 năm 1926  | Heidelberg           | K. Reinmuth              |
| 1077 Campanula   | 1926 TK      | 6 tháng 10 năm 1926  | Heidelberg           | K. Reinmuth              |
| 1078 Mentha      | 1926 XB      | 7 tháng 12 năm 1926  | Heidelberg           | K. Reinmuth              |
| 1079 Mimosa      | 1927 AD      | 14 tháng 1 năm 1927  | Williams Bay         | G. Van Biesbroeck        |
| 1080 Orchis      | 1927 QB      | 30 tháng 8 năm 1927  | Heidelberg           | K. Reinmuth              |
| 1081 Reseda      | 1927 QF      | 31 tháng 8 năm 1927  | Heidelberg           | K. Reinmuth              |
| 1082 Pirola      | 1927 UC      | 28 tháng 10 năm 1927 | Heidelberg           | K. Reinmuth              |
| 1083 Salvia      | 1928 BC      | 26 tháng 1 năm 1928  | Heidelberg           | K. Reinmuth              |
| 1084 Tamariwa    | 1926 CC      | 12 tháng 2 năm 1926  | Crimea-Simeis        | S. Beljavskij            |
| 1085 Amaryllis   | 1927 QH      | 31 tháng 8 năm 1927  | Heidelberg           | K. Reinmuth              |
| 1086 Nata        | 1927 QL      | 25 tháng 8 năm 1927  | Crimea-Simeis        | S. Beljavskij, N. Ivanov |
| 1087 Arabis      | 1927 RD      | 2 tháng 9 năm 1927   | Heidelberg           | K. Reinmuth              |
| 1088 Mitaka      | 1927 WA      | 17 tháng 11 năm 1927 | Tokyo                | O. Oikawa                |
| 1089 Tama        | 1927 WB      | 17 tháng 11 năm 1927 | Tokyo                | O. Oikawa                |
| 1090 Sumida      | 1928 DG      | 20 tháng 2 năm 1928  | Tokyo                | O. Oikawa                |
| 1091 Spiraea     | 1928 DT      | 26 tháng 2 năm 1928  | Heidelberg           | K. Reinmuth              |
| 1092 Lilium      | 1924 PN      | 12 tháng 1 năm 1924  | Heidelberg           | K. Reinmuth              |
| 1093 Freda       | 1925 LA      | 15 tháng 6 năm 1925  | Algiers              | B. Jekhovsky             |
| 1094 Siberia     | 1926 CB      | 12 tháng 2 năm 1926  | Crimea-Simeis        | S. Beljavskij            |
| 1095 Tulipa      | 1926 GS      | 14 tháng 4 năm 1926  | Heidelberg           | K. Reinmuth              |
| 1096 Reunerta    | 1928 OB      | 21 tháng 7 năm 1928  | Johannesburg         | H. E. Wood               |
| 1097 Vicia       | 1928 PC      | 11 tháng 8 năm 1928  | Heidelberg           | K. Reinmuth              |
| 1098 Hakone      | 1928 RJ      | 5 tháng 9 năm 1928   | Tokyo                | O. Oikawa                |
| 1099 Figneria    | 1928 RQ      | 13 tháng 9 năm 1928  | Crimea-Simeis        | G. N. Neujmin            |
| 1100 Arnica      | 1928 SD      | 22 tháng 9 năm 1928  | Heidelberg           | K. Reinmuth              |

### Từ 1101 đến 1200
| Tên               | Tên đầu tiên | Ngày phát hiện       | Nơi phát hiện     | Người phát hiện             |
| ----------------- | ------------ | -------------------- | ----------------- | --------------------------- |
| 1101 Clematis     | 1928 SJ      | 22 tháng 9 năm 1928  | Heidelberg        | K. Reinmuth                 |
| 1102 Pepita       | 1928 VA      | 5 tháng 11 năm 1928  | Barcelona         | J. Comas Solá               |
| 1103 Sequoia      | 1928 VB      | 9 tháng 11 năm 1928  | Hamburg-Bergedorf | W. Baade                    |
| 1104 Syringa      | 1928 XA      | 9 tháng 12 năm 1928  | Heidelberg        | K. Reinmuth                 |
| 1105 Fragaria     | 1929 AB      | 1 tháng 1 năm 1929   | Heidelberg        | K. Reinmuth                 |
| 1106 Cydonia      | 1929 CW      | 5 tháng 2 năm 1929   | Heidelberg        | K. Reinmuth                 |
| 1107 Lictoria     | 1929 FB      | 30 tháng 3 năm 1929  | Pino Torinese     | L. Volta                    |
| 1108 Demeter      | 1929 KA      | 31 tháng 5 năm 1929  | Heidelberg        | K. Reinmuth                 |
| 1109 Tata         | 1929 CU      | 5 tháng 2 năm 1929   | Heidelberg        | K. Reinmuth                 |
| 1110 Jaroslawa    | 1928 PD      | 10 tháng 8 năm 1928  | Crimea-Simeis     | G. N. Neujmin               |
| 1111 Reinmuthia   | 1927 CO      | 11 tháng 2 năm 1927  | Heidelberg        | K. Reinmuth                 |
| 1112 Polonia      | 1928 PE      | 15 tháng 8 năm 1928  | Crimea-Simeis     | P. F. Shajn                 |
| 1113 Katja        | 1928 QC      | 15 tháng 8 năm 1928  | Crimea-Simeis     | P. F. Shajn                 |
| 1114 Lorraine     | 1928 WA      | 17 tháng 11 năm 1928 | Nice              | A. Schaumasse               |
| 1115 Sabauda      | 1928 XC      | 13 tháng 12 năm 1928 | Pino Torinese     | L. Volta                    |
| 1116 Catriona     | 1929 GD      | 5 tháng 4 năm 1929   | Johannesburg      | C. Jackson                  |
| 1117 Reginita     | 1927 KA      | 24 tháng 5 năm 1927  | Barcelona         | J. Comas Solá               |
| 1118 Hanskya      | 1927 QD      | 29 tháng 8 năm 1927  | Crimea-Simeis     | S. Beljavskij, N. Ivanov    |
| 1119 Euboea       | 1927 UB      | 27 tháng 10 năm 1927 | Heidelberg        | K. Reinmuth                 |
| 1120 Cannonia     | 1928 RV      | 11 tháng 9 năm 1928  | Crimea-Simeis     | P. F. Shajn                 |
| 1121 Natascha     | 1928 RZ      | 11 tháng 9 năm 1928  | Crimea-Simeis     | P. F. Shajn                 |
| 1122 Neith        | 1928 SB      | 17 tháng 9 năm 1928  | Uccle             | E. Delporte                 |
| 1123 Shapleya     | 1928 ST      | 21 tháng 9 năm 1928  | Crimea-Simeis     | G. N. Neujmin               |
| 1124 Stroobantia  | 1928 TB      | 6 tháng 10 năm 1928  | Uccle             | E. Delporte                 |
| 1125 China        | 1957 UN1     | 30 tháng 10 năm 1957 | Nanking           | Purple Mountain Observatory |
| 1126 Otero        | 1929 AC      | 11 tháng 1 năm 1929  | Heidelberg        | K. Reinmuth                 |
| 1127 Mimi         | 1929 AJ      | 13 tháng 1 năm 1929  | Uccle             | S. J. Arend                 |
| 1128 Astrid       | 1929 EB      | 10 tháng 3 năm 1929  | Uccle             | E. Delporte                 |
| 1129 Neujmina     | 1929 PH      | 8 tháng 8 năm 1929   | Crimea-Simeis     | P. Parchomenko              |
| 1130 Skuld        | 1929 RC      | 2 tháng 9 năm 1929   | Heidelberg        | K. Reinmuth                 |
| 1131 Porzia       | 1929 RO      | 10 tháng 9 năm 1929  | Heidelberg        | K. Reinmuth                 |
| 1132 Hollandia    | 1929 RB1     | 13 tháng 9 năm 1929  | Johannesburg      | H. van Gent                 |
| 1133 Lugduna      | 1929 RC1     | 13 tháng 9 năm 1929  | Johannesburg      | H. van Gent                 |
| 1134 Kepler       | 1929 SA      | 25 tháng 9 năm 1929  | Heidelberg        | M. F. Wolf                  |
| 1135 Colchis      | 1929 TA      | 3 tháng 10 năm 1929  | Crimea-Simeis     | G. N. Neujmin               |
| 1136 Mercedes     | 1929 UA      | 30 tháng 10 năm 1929 | Barcelona         | J. Comas Solá               |
| 1137 Raïssa       | 1929 WB      | 27 tháng 10 năm 1929 | Crimea-Simeis     | G. N. Neujmin               |
| 1138 Attica       | 1929 WF      | 22 tháng 11 năm 1929 | Heidelberg        | K. Reinmuth                 |
| 1139 Atami        | 1929 XE      | 1 tháng 12 năm 1929  | Tokyo             | O. Oikawa, K. Kubokawa      |
| 1140 Crimea       | 1929 YC      | 30 tháng 12 năm 1929 | Crimea-Simeis     | G. N. Neujmin               |
| 1141 Bohmia       | 1930 AA      | 4 tháng 1 năm 1930   | Heidelberg        | M. F. Wolf                  |
| 1142 Aetolia      | 1930 BC      | 24 tháng 1 năm 1930  | Heidelberg        | K. Reinmuth                 |
| 1143 Odysseus     | 1930 BH      | 28 tháng 1 năm 1930  | Heidelberg        | K. Reinmuth                 |
| 1144 Oda          | 1930 BJ      | 28 tháng 1 năm 1930  | Heidelberg        | K. Reinmuth                 |
| 1145 Robelmonte   | 1929 CC      | 3 tháng 2 năm 1929   | Uccle             | E. Delporte                 |
| 1146 Biarmia      | 1929 JF      | 7 tháng 5 năm 1929   | Crimea-Simeis     | G. N. Neujmin               |
| 1147 Stavropolis  | 1929 LF      | 11 tháng 6 năm 1929  | Crimea-Simeis     | G. N. Neujmin               |
| 1148 Rarahu       | 1929 NA      | 5 tháng 7 năm 1929   | Crimea-Simeis     | A. N. Deutsch               |
| 1149 Volga        | 1929 PF      | 1 tháng 8 năm 1929   | Crimea-Simeis     | E. F. Skvortsov             |
| 1150 Achaia       | 1929 RB      | 2 tháng 9 năm 1929   | Heidelberg        | K. Reinmuth                 |
| 1151 Ithaka       | 1929 RK      | 8 tháng 9 năm 1929   | Heidelberg        | K. Reinmuth                 |
| 1152 Pawona       | 1930 AD      | 8 tháng 1 năm 1930   | Heidelberg        | K. Reinmuth                 |
| 1153 Wallenbergia | 1924 SL      | 5 tháng 9 năm 1924   | Crimea-Simeis     | S. Beljavskij               |
| 1154 Astronomia   | 1927 CB      | 8 tháng 2 năm 1927   | Heidelberg        | K. Reinmuth                 |
| 1155 Aënna        | 1928 BD      | 26 tháng 1 năm 1928  | Heidelberg        | K. Reinmuth                 |
| 1156 Kira         | 1928 DA      | 22 tháng 2 năm 1928  | Heidelberg        | K. Reinmuth                 |
| 1157 Arabia       | 1929 QC      | 31 tháng 8 năm 1929  | Heidelberg        | K. Reinmuth                 |
| 1158 Luda         | 1929 QF      | 31 tháng 8 năm 1929  | Crimea-Simeis     | G. N. Neujmin               |
| 1159 Granada      | 1929 RD      | 2 tháng 9 năm 1929   | Heidelberg        | K. Reinmuth                 |
| 1160 Illyria      | 1929 RL      | 9 tháng 9 năm 1929   | Heidelberg        | K. Reinmuth                 |
| 1161 Thessalia    | 1929 SF      | 29 tháng 9 năm 1929  | Heidelberg        | K. Reinmuth                 |
| 1162 Larissa      | 1930 AC      | 5 tháng 1 năm 1930   | Heidelberg        | K. Reinmuth                 |
| 1163 Saga         | 1930 BA      | 20 tháng 1 năm 1930  | Heidelberg        | K. Reinmuth                 |
| 1164 Kobolda      | 1930 FB      | 19 tháng 3 năm 1930  | Heidelberg        | K. Reinmuth                 |
| 1165 Imprinetta   | 1930 HM      | 24 tháng 4 năm 1930  | Johannesburg      | H. van Gent                 |
| 1166 Sakuntala    | 1930 MA      | 27 tháng 6 năm 1930  | Crimea-Simeis     | P. Parchomenko              |
| 1167 Dubiago      | 1930 PB      | 3 tháng 8 năm 1930   | Crimea-Simeis     | E. F. Skvortsov             |
| 1168 Brandia      | 1930 QA      | 25 tháng 8 năm 1930  | Uccle             | E. Delporte                 |
| 1169 Alwine       | 1930 QH      | 30 tháng 8 năm 1930  | Heidelberg        | M. F. Wolf, M. A. Ferrero   |
| 1170 Siva         | 1930 SQ      | 29 tháng 9 năm 1930  | Uccle             | E. Delporte                 |
| 1171 Rusthawelia  | 1930 TA      | 3 tháng 10 năm 1930  | Uccle             | S. J. Arend                 |
| 1172 Äneas        | 1930 UA      | 17 tháng 10 năm 1930 | Heidelberg        | K. Reinmuth                 |
| 1173 Anchises     | 1930 UB      | 17 tháng 10 năm 1930 | Heidelberg        | K. Reinmuth                 |
| 1174 Marmara      | 1930 UC      | 17 tháng 10 năm 1930 | Heidelberg        | K. Reinmuth                 |
| 1175 Margo        | 1930 UD      | 17 tháng 10 năm 1930 | Heidelberg        | K. Reinmuth                 |
| 1176 Lucidor      | 1930 VE      | 15 tháng 11 năm 1930 | Uccle             | E. Delporte                 |
| 1177 Gonnessia    | 1930 WA      | 24 tháng 11 năm 1930 | Algiers           | L. Boyer                    |
| 1178 Irmela       | 1931 EC      | 13 tháng 3 năm 1931  | Heidelberg        | M. F. Wolf                  |
| 1179 Mally        | 1931 FD      | 19 tháng 3 năm 1931  | Heidelberg        | M. F. Wolf                  |
| 1180 Rita         | 1931 GE      | 9 tháng 4 năm 1931   | Heidelberg        | K. Reinmuth                 |
| 1181 Lilith       | 1927 CQ      | 11 tháng 2 năm 1927  | Algiers           | B. Jekhovsky                |
| 1182 Ilona        | 1927 EA      | 3 tháng 3 năm 1927   | Heidelberg        | K. Reinmuth                 |
| 1183 Jutta        | 1930 DC      | 22 tháng 2 năm 1930  | Heidelberg        | K. Reinmuth                 |
| 1184 Gaea         | 1926 RE      | 5 tháng 9 năm 1926   | Heidelberg        | K. Reinmuth                 |
| 1185 Nikko        | 1927 WC      | 17 tháng 11 năm 1927 | Tokyo             | O. Oikawa                   |
| 1186 Turnera      | 1929 PL      | 1 tháng 8 năm 1929   | Johannesburg      | C. Jackson                  |
| 1187 Afra         | 1929 XC      | 6 tháng 12 năm 1929  | Heidelberg        | K. Reinmuth                 |
| 1188 Gothlandia   | 1930 SB      | 30 tháng 9 năm 1930  | Barcelona         | J. Comas Solá               |
| 1189 Terentia     | 1930 SG      | 17 tháng 9 năm 1930  | Crimea-Simeis     | G. N. Neujmin               |
| 1190 Pelagia      | 1930 SL      | 20 tháng 9 năm 1930  | Crimea-Simeis     | G. N. Neujmin               |
| 1191 Alfaterna    | 1931 CA      | 11 tháng 2 năm 1931  | Pino Torinese     | L. Volta                    |
| 1192 Prisma       | 1931 FE      | 17 tháng 3 năm 1931  | Hamburg-Bergedorf | A. Schwassmann              |
| 1193 Africa       | 1931 HB      | 24 tháng 4 năm 1931  | Johannesburg      | C. Jackson                  |
| 1194 Aletta       | 1931 JG      | 13 tháng 5 năm 1931  | Johannesburg      | C. Jackson                  |
| 1195 Orangia      | 1931 KD      | 24 tháng 5 năm 1931  | Johannesburg      | C. Jackson                  |
| 1196 Sheba        | 1931 KE      | 21 tháng 5 năm 1931  | Johannesburg      | C. Jackson                  |
| 1197 Rhodesia     | 1931 LD      | 9 tháng 6 năm 1931   | Johannesburg      | C. Jackson                  |
| 1198 Atlantis     | 1931 RA      | 7 tháng 9 năm 1931   | Heidelberg        | K. Reinmuth                 |
| 1199 Geldonia     | 1931 RF      | 14 tháng 9 năm 1931  | Uccle             | E. Delporte                 |
| 1200 Imperatrix   | 1931 RH      | 14 tháng 9 năm 1931  | Heidelberg        | K. Reinmuth                 |

### Từ 1201 đến 1300
| Tên                | Tên đầu tiên | Ngày phát hiện       | Nơi phát hiện         | Người phát hiện          |
| ------------------ | ------------ | -------------------- | --------------------- | ------------------------ |
| 1201 Strenua       | 1931 RK      | 14 tháng 9 năm 1931  | Heidelberg            | K. Reinmuth              |
| 1202 Marina        | 1931 RL      | 13 tháng 9 năm 1931  | Crimea-Simeis         | G. N. Neujmin            |
| 1203 Nanna         | 1931 TA      | 5 tháng 10 năm 1931  | Heidelberg            | M. F. Wolf               |
| 1204 Renzia        | 1931 TE      | 6 tháng 10 năm 1931  | Heidelberg            | K. Reinmuth              |
| 1205 Ebella        | 1931 TB1     | 6 tháng 10 năm 1931  | Heidelberg            | K. Reinmuth              |
| 1206 Numerowia     | 1931 UH      | 18 tháng 10 năm 1931 | Heidelberg            | K. Reinmuth              |
| 1207 Ostenia       | 1931 VT      | 15 tháng 11 năm 1931 | Heidelberg            | K. Reinmuth              |
| 1208 Troilus       | 1931 YA      | 31 tháng 12 năm 1931 | Heidelberg            | K. Reinmuth              |
| 1209 Pumma         | 1927 HA      | 22 tháng 4 năm 1927  | Heidelberg            | K. Reinmuth              |
| 1210 Morosovia     | 1931 LB      | 6 tháng 6 năm 1931   | Crimea-Simeis         | G. N. Neujmin            |
| 1211 Bressole      | 1931 XA      | 2 tháng 12 năm 1931  | Algiers               | L. Boyer                 |
| 1212 Francette     | 1931 XC      | 3 tháng 12 năm 1931  | Algiers               | L. Boyer                 |
| 1213 Algeria       | 1931 XD      | 5 tháng 12 năm 1931  | Algiers               | G. Reiss                 |
| 1214 Richilde      | 1932 AA      | 1 tháng 1 năm 1932   | Heidelberg            | M. F. Wolf               |
| 1215 Boyer         | 1932 BA      | 19 tháng 1 năm 1932  | Algiers               | A. Schmitt               |
| 1216 Askania       | 1932 BL      | 29 tháng 1 năm 1932  | Heidelberg            | K. Reinmuth              |
| 1217 Maximiliana   | 1932 EC      | 13 tháng 3 năm 1932  | Uccle                 | E. Delporte              |
| 1218 Aster         | 1932 BJ      | 29 tháng 1 năm 1932  | Heidelberg            | K. Reinmuth              |
| 1219 Britta        | 1932 CJ      | 6 tháng 2 năm 1932   | Heidelberg            | M. F. Wolf               |
| 1220 Crocus        | 1932 CU      | 11 tháng 2 năm 1932  | Heidelberg            | K. Reinmuth              |
| 1221 Amor          | 1932 EA1     | 12 tháng 3 năm 1932  | Uccle                 | E. Delporte              |
| 1222 Tina          | 1932 LA      | 11 tháng 6 năm 1932  | Uccle                 | E. Delporte              |
| 1223 Neckar        | 1931 TG      | 6 tháng 10 năm 1931  | Heidelberg            | K. Reinmuth              |
| 1224 Fantasia      | 1927 SD      | 29 tháng 8 năm 1927  | Crimea-Simeis         | S. Beljavskij, N. Ivanov |
| 1225 Ariane        | 1930 HK      | 23 tháng 4 năm 1930  | Johannesburg          | H. van Gent              |
| 1226 Golia         | 1930 HL      | 22 tháng 4 năm 1930  | Johannesburg          | H. van Gent              |
| 1227 Geranium      | 1931 TD      | 5 tháng 10 năm 1931  | Heidelberg            | K. Reinmuth              |
| 1228 Scabiosa      | 1931 TU      | 5 tháng 10 năm 1931  | Heidelberg            | K. Reinmuth              |
| 1229 Tilia         | 1931 TP1     | 9 tháng 10 năm 1931  | Heidelberg            | K. Reinmuth              |
| 1230 Riceia        | 1931 TX1     | 9 tháng 10 năm 1931  | Heidelberg            | K. Reinmuth              |
| 1231 Auricula      | 1931 TE2     | 10 tháng 10 năm 1931 | Heidelberg            | K. Reinmuth              |
| 1232 Cortusa       | 1931 TF2     | 10 tháng 10 năm 1931 | Heidelberg            | K. Reinmuth              |
| 1233 Kobresia      | 1931 TG2     | 10 tháng 10 năm 1931 | Heidelberg            | K. Reinmuth              |
| 1234 Elyna         | 1931 UF      | 18 tháng 10 năm 1931 | Heidelberg            | K. Reinmuth              |
| 1235 Schorria      | 1931 UJ      | 18 tháng 10 năm 1931 | Heidelberg            | K. Reinmuth              |
| 1236 Thaïs         | 1931 VX      | 6 tháng 11 năm 1931  | Crimea-Simeis         | G. N. Neujmin            |
| 1237 Geneviève     | 1931 XB      | 2 tháng 12 năm 1931  | Algiers               | G. Reiss                 |
| 1238 Predappia     | 1932 CA      | 4 tháng 2 năm 1932   | Pino Torinese         | L. Volta                 |
| 1239 Queteleta     | 1932 CB      | 4 tháng 2 năm 1932   | Uccle                 | E. Delporte              |
| 1240 Centenaria    | 1932 CD      | 5 tháng 2 năm 1932   | Hamburg-Bergedorf     | R. Schorr                |
| 1241 Dysona        | 1932 EB1     | 4 tháng 3 năm 1932   | Johannesburg          | H. E. Wood               |
| 1242 Zambesia      | 1932 HL      | 28 tháng 4 năm 1932  | Johannesburg          | C. Jackson               |
| 1243 Pamela        | 1932 JE      | 7 tháng 5 năm 1932   | Johannesburg          | C. Jackson               |
| 1244 Deira         | 1932 KE      | 25 tháng 5 năm 1932  | Johannesburg          | C. Jackson               |
| 1245 Calvinia      | 1932 KF      | 26 tháng 5 năm 1932  | Johannesburg          | C. Jackson               |
| 1246 Chaka         | 1932 OA      | 23 tháng 7 năm 1932  | Johannesburg          | C. Jackson               |
| 1247 Memoria       | 1932 QA      | 30 tháng 8 năm 1932  | Uccle                 | M. Laugier               |
| 1248 Jugurtha      | 1932 RO      | 1 tháng 9 năm 1932   | Johannesburg          | C. Jackson               |
| 1249 Rutherfordia  | 1932 VB      | 4 tháng 11 năm 1932  | Heidelberg            | K. Reinmuth              |
| 1250 Galanthus     | 1933 BD      | 25 tháng 1 năm 1933  | Heidelberg            | K. Reinmuth              |
| 1251 Hedera        | 1933 BE      | 25 tháng 1 năm 1933  | Heidelberg            | K. Reinmuth              |
| 1252 Celestia      | 1933 DG      | 19 tháng 2 năm 1933  | Oak Ridge Observatory | F. L. Whipple            |
| 1253 Frisia        | 1931 TV1     | 9 tháng 10 năm 1931  | Heidelberg            | K. Reinmuth              |
| 1254 Erfordia      | 1932 JA      | 10 tháng 5 năm 1932  | La Plata Observatory  | J. Hartmann              |
| 1255 Schilowa      | 1932 NC      | 8 tháng 7 năm 1932   | Crimea-Simeis         | G. N. Neujmin            |
| 1256 Normannia     | 1932 PD      | 8 tháng 8 năm 1932   | Heidelberg            | K. Reinmuth              |
| 1257 Móra          | 1932 PE      | 8 tháng 8 năm 1932   | Heidelberg            | K. Reinmuth              |
| 1258 Sicilia       | 1932 PG      | 8 tháng 8 năm 1932   | Heidelberg            | K. Reinmuth              |
| 1259 Ógyalla       | 1933 BT      | 29 tháng 1 năm 1933  | Heidelberg            | K. Reinmuth              |
| 1260 Walhalla      | 1933 BW      | 29 tháng 1 năm 1933  | Heidelberg            | K. Reinmuth              |
| 1261 Legia         | 1933 FB      | 23 tháng 3 năm 1933  | Uccle                 | E. Delporte              |
| 1262 Sniadeckia    | 1933 FE      | 23 tháng 3 năm 1933  | Uccle                 | S. J. Arend              |
| 1263 Varsavia      | 1933 FF      | 23 tháng 3 năm 1933  | Uccle                 | S. J. Arend              |
| 1264 Letaba        | 1933 HG      | 21 tháng 4 năm 1933  | Johannesburg          | C. Jackson               |
| 1265 Schweikarda   | 1911 MV      | 18 tháng 10 năm 1911 | Heidelberg            | F. Kaiser                |
| 1266 Tone          | 1927 BD      | 23 tháng 1 năm 1927  | Tokyo                 | O. Oikawa                |
| 1267 Geertruida    | 1930 HD      | 23 tháng 4 năm 1930  | Johannesburg          | H. van Gent              |
| 1268 Libya         | 1930 HJ      | 29 tháng 4 năm 1930  | Johannesburg          | C. Jackson               |
| 1269 Rollandia     | 1930 SH      | 20 tháng 9 năm 1930  | Crimea-Simeis         | G. N. Neujmin            |
| 1270 Datura        | 1930 YE      | 17 tháng 12 năm 1930 | Williams Bay          | G. Van Biesbroeck        |
| 1271 Isergina      | 1931 TN      | 10 tháng 10 năm 1931 | Crimea-Simeis         | G. N. Neujmin            |
| 1272 Gefion        | 1931 TZ1     | 10 tháng 10 năm 1931 | Heidelberg            | K. Reinmuth              |
| 1273 Helma         | 1932 PF      | 8 tháng 8 năm 1932   | Heidelberg            | K. Reinmuth              |
| 1274 Delportia     | 1932 WC      | 28 tháng 11 năm 1932 | Uccle                 | E. Delporte              |
| 1275 Cimbria       | 1932 WG      | 30 tháng 11 năm 1932 | Heidelberg            | K. Reinmuth              |
| 1276 Ucclia        | 1933 BA      | 24 tháng 1 năm 1933  | Uccle                 | E. Delporte              |
| 1277 Dolores       | 1933 HA      | 18 tháng 4 năm 1933  | Crimea-Simeis         | G. N. Neujmin            |
| 1278 Kenya         | 1933 LA      | 15 tháng 6 năm 1933  | Johannesburg          | C. Jackson               |
| 1279 Uganda        | 1933 LB      | 15 tháng 6 năm 1933  | Johannesburg          | C. Jackson               |
| 1280 Baillauda     | 1933 QB      | 18 tháng 8 năm 1933  | Uccle                 | E. Delporte              |
| 1281 Jeanne        | 1933 QJ      | 25 tháng 8 năm 1933  | Uccle                 | S. J. Arend              |
| 1282 Utopia        | 1933 QM1     | 17 tháng 8 năm 1933  | Johannesburg          | C. Jackson               |
| 1283 Komsomolia    | 1925 SC      | 25 tháng 9 năm 1925  | Crimea-Simeis         | V. Albitskij             |
| 1284 Latvia        | 1933 OP      | 27 tháng 7 năm 1933  | Heidelberg            | K. Reinmuth              |
| 1285 Julietta      | 1933 QF      | 21 tháng 8 năm 1933  | Uccle                 | E. Delporte              |
| 1286 Banachiewicza | 1933 QH      | 25 tháng 8 năm 1933  | Uccle                 | S. J. Arend              |
| 1287 Lorcia        | 1933 QL      | 25 tháng 8 năm 1933  | Uccle                 | S. J. Arend              |
| 1288 Santa         | 1933 QM      | 26 tháng 8 năm 1933  | Uccle                 | E. Delporte              |
| 1289 Kutaïssi      | 1933 QR      | 19 tháng 8 năm 1933  | Crimea-Simeis         | G. N. Neujmin            |
| 1290 Albertine     | 1933 QL1     | 21 tháng 8 năm 1933  | Uccle                 | E. Delporte              |
| 1291 Phryne        | 1933 RA      | 15 tháng 9 năm 1933  | Uccle                 | E. Delporte              |
| 1292 Luce          | 1933 SH      | 17 tháng 9 năm 1933  | Uccle                 | F. Rigaux                |
| 1293 Sonja         | 1933 SO      | 16 tháng 9 năm 1933  | Uccle                 | E. Delporte              |
| 1294 Antwerpia     | 1933 UB1     | 24 tháng 10 năm 1933 | Uccle                 | E. Delporte              |
| 1295 Deflotte      | 1933 WD      | 25 tháng 11 năm 1933 | Algiers               | L. Boyer                 |
| 1296 Andrée        | 1933 WE      | 25 tháng 11 năm 1933 | Algiers               | L. Boyer                 |
| 1297 Quadea        | 1934 AD      | 7 tháng 1 năm 1934   | Heidelberg            | K. Reinmuth              |
| 1298 Nocturna      | 1934 AE      | 7 tháng 1 năm 1934   | Heidelberg            | K. Reinmuth              |
| 1299 Mertona       | 1934 BA      | 18 tháng 1 năm 1934  | Algiers               | G. Reiss                 |
| 1300 Marcelle      | 1934 CL      | 10 tháng 2 năm 1934  | Algiers               | G. Reiss                 |

### Từ 1301 đến 1400
| Tên               | Tên đầu tiên | Ngày phát hiện       | Nơi phát hiện     | Người phát hiện   |
| ----------------- | ------------ | -------------------- | ----------------- | ----------------- |
| 1301 Yvonne       | 1934 EA      | 7 tháng 3 năm 1934   | Algiers           | L. Boyer          |
| 1302 Werra        | 1924 SV      | 28 tháng 9 năm 1924  | Heidelberg        | K. Reinmuth       |
| 1303 Luthera      | 1928 FP      | 16 tháng 3 năm 1928  | Hamburg-Bergedorf | A. Schwassmann    |
| 1304 Arosa        | 1928 KC      | 21 tháng 5 năm 1928  | Heidelberg        | K. Reinmuth       |
| 1305 Pongola      | 1928 OC      | 19 tháng 7 năm 1928  | Johannesburg      | H. E. Wood        |
| 1306 Scythia      | 1930 OB      | 22 tháng 7 năm 1930  | Crimea-Simeis     | G. N. Neujmin     |
| 1307 Cimmeria     | 1930 UF      | 17 tháng 10 năm 1930 | Crimea-Simeis     | G. N. Neujmin     |
| 1308 Halleria     | 1931 EB      | 12 tháng 3 năm 1931  | Heidelberg        | K. Reinmuth       |
| 1309 Hyperborea   | 1931 TO      | 11 tháng 10 năm 1931 | Crimea-Simeis     | G. N. Neujmin     |
| 1310 Villigera    | 1932 DB      | 28 tháng 2 năm 1932  | Hamburg-Bergedorf | A. Schwassmann    |
| 1311 Knopfia      | 1933 FF1     | 24 tháng 3 năm 1933  | Heidelberg        | K. Reinmuth       |
| 1312 Vassar       | 1933 OT      | 27 tháng 7 năm 1933  | Williams Bay      | G. Van Biesbroeck |
| 1313 Berna        | 1933 QG      | 24 tháng 8 năm 1933  | Uccle             | S. J. Arend       |
| 1314 Paula        | 1933 SC      | 16 tháng 9 năm 1933  | Uccle             | S. J. Arend       |
| 1315 Bronislawa   | 1933 SF1     | 16 tháng 9 năm 1933  | Uccle             | S. J. Arend       |
| 1316 Kasan        | 1933 WC      | 17 tháng 11 năm 1933 | Crimea-Simeis     | G. N. Neujmin     |
| 1317 Silvretta    | 1935 RC      | 1 tháng 9 năm 1935   | Heidelberg        | K. Reinmuth       |
| 1318 Nerina       | 1934 FG      | 24 tháng 3 năm 1934  | Johannesburg      | C. Jackson        |
| 1319 Disa         | 1934 FO      | 19 tháng 3 năm 1934  | Johannesburg      | C. Jackson        |
| 1320 Impala       | 1934 JG      | 13 tháng 5 năm 1934  | Johannesburg      | C. Jackson        |
| 1321 Majuba       | 1934 JH      | 7 tháng 5 năm 1934   | Johannesburg      | C. Jackson        |
| 1322 Coppernicus  | 1934 LA      | 15 tháng 6 năm 1934  | Heidelberg        | K. Reinmuth       |
| 1323 Tugela       | 1934 LD      | 19 tháng 5 năm 1934  | Johannesburg      | C. Jackson        |
| 1324 Knysna       | 1934 LL      | 15 tháng 6 năm 1934  | Johannesburg      | C. Jackson        |
| 1325 Inanda       | 1934 NR      | 14 tháng 7 năm 1934  | Johannesburg      | C. Jackson        |
| 1326 Losaka       | 1934 NS      | 14 tháng 7 năm 1934  | Johannesburg      | C. Jackson        |
| 1327 Namaqua      | 1934 RT      | 7 tháng 9 năm 1934   | Johannesburg      | C. Jackson        |
| 1328 Devota       | 1925 UA      | 21 tháng 10 năm 1925 | Algiers           | B. Jekhovsky      |
| 1329 Eliane       | 1933 FL      | 23 tháng 3 năm 1933  | Uccle             | E. Delporte       |
| 1330 Spiridonia   | 1925 DB      | 17 tháng 2 năm 1925  | Crimea-Simeis     | V. Albitskij      |
| 1331 Solvejg      | 1933 QS      | 25 tháng 8 năm 1933  | Crimea-Simeis     | G. N. Neujmin     |
| 1332 Marconia     | 1934 AA      | 9 tháng 1 năm 1934   | Pino Torinese     | L. Volta          |
| 1333 Cevenola     | 1934 DA      | 20 tháng 2 năm 1934  | Algiers           | O. Bancilhon      |
| 1334 Lundmarka    | 1934 OB      | 16 tháng 7 năm 1934  | Heidelberg        | K. Reinmuth       |
| 1335 Demoulina    | 1934 RE      | 7 tháng 9 năm 1934   | Heidelberg        | K. Reinmuth       |
| 1336 Zeelandia    | 1934 RW      | 9 tháng 9 năm 1934   | Johannesburg      | H. van Gent       |
| 1337 Gerarda      | 1934 RA1     | 9 tháng 9 năm 1934   | Johannesburg      | H. van Gent       |
| 1338 Duponta      | 1934 XA      | 4 tháng 12 năm 1934  | Algiers           | L. Boyer          |
| 1339 Désagneauxa  | 1934 XB      | 4 tháng 12 năm 1934  | Algiers           | L. Boyer          |
| 1340 Yvette       | 1934 YA      | 27 tháng 12 năm 1934 | Algiers           | L. Boyer          |
| 1341 Edmée        | 1935 BA      | 27 tháng 1 năm 1935  | Uccle             | E. Delporte       |
| 1342 Brabantia    | 1935 CV      | 13 tháng 2 năm 1935  | Johannesburg      | H. van Gent       |
| 1343 Nicole       | 1935 FC      | 29 tháng 3 năm 1935  | Algiers           | L. Boyer          |
| 1344 Caubeta      | 1935 GA      | 1 tháng 4 năm 1935   | Algiers           | L. Boyer          |
| 1345 Potomac      | 1908 CG      | 4 tháng 2 năm 1908   | Taunton           | J. H. Metcalf     |
| 1346 Gotha        | 1929 CY      | 5 tháng 2 năm 1929   | Heidelberg        | K. Reinmuth       |
| 1347 Patria       | 1931 VW      | 6 tháng 11 năm 1931  | Crimea-Simeis     | G. N. Neujmin     |
| 1348 Michel       | 1933 FD      | 23 tháng 3 năm 1933  | Uccle             | S. J. Arend       |
| 1349 Bechuana     | 1934 LJ      | 13 tháng 6 năm 1934  | Johannesburg      | C. Jackson        |
| 1350 Rosselia     | 1934 TA      | 3 tháng 10 năm 1934  | Uccle             | E. Delporte       |
| 1351 Uzbekistania | 1934 TF      | 5 tháng 10 năm 1934  | Crimea-Simeis     | G. N. Neujmin     |
| 1352 Wawel        | 1935 CE      | 3 tháng 2 năm 1935   | Uccle             | S. J. Arend       |
| 1353 Maartje      | 1935 CU      | 13 tháng 2 năm 1935  | Johannesburg      | H. van Gent       |
| 1354 Botha        | 1935 GK      | 3 tháng 4 năm 1935   | Johannesburg      | C. Jackson        |
| 1355 Magoeba      | 1935 HE      | 30 tháng 4 năm 1935  | Johannesburg      | C. Jackson        |
| 1356 Nyanza       | 1935 JH      | 3 tháng 5 năm 1935   | Johannesburg      | C. Jackson        |
| 1357 Khama        | 1935 ND      | 2 tháng 7 năm 1935   | Johannesburg      | C. Jackson        |
| 1358 Gaika        | 1935 OB      | 21 tháng 7 năm 1935  | Johannesburg      | C. Jackson        |
| 1359 Prieska      | 1935 OC      | 22 tháng 7 năm 1935  | Johannesburg      | C. Jackson        |
| 1360 Tarka        | 1935 OD      | 22 tháng 7 năm 1935  | Johannesburg      | C. Jackson        |
| 1361 Leuschneria  | 1935 QA      | 30 tháng 8 năm 1935  | Uccle             | E. Delporte       |
| 1362 Griqua       | 1935 QG1     | 31 tháng 7 năm 1935  | Johannesburg      | C. Jackson        |
| 1363 Herberta     | 1935 RA      | 30 tháng 8 năm 1935  | Uccle             | E. Delporte       |
| 1364 Safara       | 1935 VB      | 18 tháng 11 năm 1935 | Algiers           | L. Boyer          |
| 1365 Henyey       | 1928 RK      | 9 tháng 9 năm 1928   | Heidelberg        | M. F. Wolf        |
| 1366 Piccolo      | 1932 WA      | 29 tháng 11 năm 1932 | Uccle             | E. Delporte       |
| 1367 Nongoma      | 1934 NA      | 3 tháng 7 năm 1934   | Johannesburg      | C. Jackson        |
| 1368 Numidia      | 1935 HD      | 30 tháng 4 năm 1935  | Johannesburg      | C. Jackson        |
| 1369 Ostanina     | 1935 QB      | 27 tháng 8 năm 1935  | Crimea-Simeis     | P. F. Shajn       |
| 1370 Hella        | 1935 QG      | 31 tháng 8 năm 1935  | Heidelberg        | K. Reinmuth       |
| 1371 Resi         | 1935 QJ      | 31 tháng 8 năm 1935  | Heidelberg        | K. Reinmuth       |
| 1372 Haremari     | 1935 QK      | 31 tháng 8 năm 1935  | Heidelberg        | K. Reinmuth       |
| 1373 Cincinnati   | 1935 QN      | 30 tháng 8 năm 1935  | Mount Wilson      | E. Hubble         |
| 1374 Isora        | 1935 UA      | 21 tháng 10 năm 1935 | Uccle             | E. Delporte       |
| 1375 Alfreda      | 1935 UB      | 22 tháng 10 năm 1935 | Uccle             | E. Delporte       |
| 1376 Michelle     | 1935 UH      | 29 tháng 10 năm 1935 | Algiers           | G. Reiss          |
| 1377 Roberbauxa   | 1936 CD      | 14 tháng 2 năm 1936  | Algiers           | L. Boyer          |
| 1378 Leonce       | 1936 DB      | 21 tháng 2 năm 1936  | Uccle             | F. Rigaux         |
| 1379 Lomonosowa   | 1936 FC      | 19 tháng 3 năm 1936  | Crimea-Simeis     | G. N. Neujmin     |
| 1380 Volodia      | 1936 FM      | 16 tháng 3 năm 1936  | Algiers           | L. Boyer          |
| 1381 Danubia      | 1930 QJ      | 20 tháng 8 năm 1930  | Crimea-Simeis     | E. F. Skvortsov   |
| 1382 Gerti        | 1925 BB      | 21 tháng 1 năm 1925  | Heidelberg        | K. Reinmuth       |
| 1383 Limburgia    | 1934 RV      | 9 tháng 9 năm 1934   | Johannesburg      | H. van Gent       |
| 1384 Kniertje     | 1934 RX      | 9 tháng 9 năm 1934   | Johannesburg      | H. van Gent       |
| 1385 Gelria       | 1935 MJ      | 24 tháng 5 năm 1935  | Johannesburg      | H. van Gent       |
| 1386 Storeria     | 1935 PA      | 28 tháng 7 năm 1935  | Crimea-Simeis     | G. N. Neujmin     |
| 1387 Kama         | 1935 QD      | 27 tháng 8 năm 1935  | Crimea-Simeis     | P. F. Shajn       |
| 1388 Aphrodite    | 1935 SS      | 24 tháng 9 năm 1935  | Uccle             | E. Delporte       |
| 1389 Onnie        | 1935 SS1     | 28 tháng 9 năm 1935  | Johannesburg      | H. van Gent       |
| 1390 Abastumani   | 1935 TA      | 3 tháng 10 năm 1935  | Crimea-Simeis     | P. F. Shajn       |
| 1391 Carelia      | 1936 DA      | 16 tháng 2 năm 1936  | Turku             | Y. Väisälä        |
| 1392 Pierre       | 1936 FO      | 16 tháng 3 năm 1936  | Algiers           | L. Boyer          |
| 1393 Sofala       | 1936 KD      | 25 tháng 5 năm 1936  | Johannesburg      | C. Jackson        |
| 1394 Algoa        | 1936 LK      | 12 tháng 6 năm 1936  | Johannesburg      | C. Jackson        |
| 1395 Aribeda      | 1936 OB      | 16 tháng 7 năm 1936  | Heidelberg        | K. Reinmuth       |
| 1396 Outeniqua    | 1936 PF      | 9 tháng 8 năm 1936   | Johannesburg      | C. Jackson        |
| 1397 Umtata       | 1936 PG      | 9 tháng 8 năm 1936   | Johannesburg      | C. Jackson        |
| 1398 Donnera      | 1936 QL      | 26 tháng 8 năm 1936  | Turku             | Y. Väisälä        |
| 1399 Teneriffa    | 1936 QY      | 23 tháng 8 năm 1936  | Heidelberg        | K. Reinmuth       |
| 1400 Tirela       | 1936 WA      | 17 tháng 11 năm 1936 | Algiers           | L. Boyer          |

### Từ 1401 đến 1500
| Tên               | Tên đầu tiên | Ngày phát hiện       | Nơi phát hiện     | Người phát hiện   |
| ----------------- | ------------ | -------------------- | ----------------- | ----------------- |
| 1401 Lavonne      | 1935 UD      | 22 tháng 10 năm 1935 | Uccle             | E. Delporte       |
| 1402 Eri          | 1936 OC      | 16 tháng 7 năm 1936  | Heidelberg        | K. Reinmuth       |
| 1403 Idelsonia    | 1936 QA      | 13 tháng 8 năm 1936  | Crimea-Simeis     | G. N. Neujmin     |
| 1404 Ajax         | 1936 QW      | 17 tháng 8 năm 1936  | Heidelberg        | K. Reinmuth       |
| 1405 Sibelius     | 1936 RE      | 12 tháng 9 năm 1936  | Turku             | Y. Väisälä        |
| 1406 Komppa       | 1936 RF      | 13 tháng 9 năm 1936  | Turku             | Y. Väisälä        |
| 1407 Lindelöf     | 1936 WC      | 21 tháng 11 năm 1936 | Turku             | Y. Väisälä        |
| 1408 Trusanda     | 1936 WF      | 23 tháng 11 năm 1936 | Heidelberg        | K. Reinmuth       |
| 1409 Isko         | 1937 AK      | 8 tháng 1 năm 1937   | Heidelberg        | K. Reinmuth       |
| 1410 Margret      | 1937 AL      | 8 tháng 1 năm 1937   | Heidelberg        | K. Reinmuth       |
| 1411 Brauna       | 1937 AM      | 8 tháng 1 năm 1937   | Heidelberg        | K. Reinmuth       |
| 1412 Lagrula      | 1937 BA      | 19 tháng 1 năm 1937  | Algiers           | L. Boyer          |
| 1413 Roucarie     | 1937 CD      | 12 tháng 2 năm 1937  | Algiers           | L. Boyer          |
| 1414 Jérôme       | 1937 CE      | 12 tháng 2 năm 1937  | Algiers           | L. Boyer          |
| 1415 Malautra     | 1937 EA      | 4 tháng 3 năm 1937   | Algiers           | L. Boyer          |
| 1416 Renauxa      | 1937 EC      | 4 tháng 3 năm 1937   | Algiers           | L. Boyer          |
| 1417 Walinskia    | 1937 GH      | 1 tháng 4 năm 1937   | Heidelberg        | K. Reinmuth       |
| 1418 Fayeta       | 1903 RG      | 22 tháng 9 năm 1903  | Heidelberg        | P. Götz           |
| 1419 Danzig       | 1929 RF      | 5 tháng 9 năm 1929   | Heidelberg        | K. Reinmuth       |
| 1420 Radcliffe    | 1931 RJ      | 14 tháng 9 năm 1931  | Heidelberg        | K. Reinmuth       |
| 1421 Esperanto    | 1936 FQ      | 18 tháng 3 năm 1936  | Turku             | Y. Väisälä        |
| 1422 Strömgrenia  | 1936 QF      | 23 tháng 8 năm 1936  | Heidelberg        | K. Reinmuth       |
| 1423 Jose         | 1936 QM      | 28 tháng 8 năm 1936  | Uccle             | J. Hunaerts       |
| 1424 Sundmania    | 1937 AJ      | 9 tháng 1 năm 1937   | Turku             | Y. Väisälä        |
| 1425 Tuorla       | 1937 GB      | 3 tháng 4 năm 1937   | Turku             | K. A. Inkeri      |
| 1426 Riviera      | 1937 GF      | 1 tháng 4 năm 1937   | Nice              | M. Laugier        |
| 1427 Ruvuma       | 1937 KB      | 16 tháng 5 năm 1937  | Johannesburg      | C. Jackson        |
| 1428 Mombasa      | 1937 NO      | 5 tháng 7 năm 1937   | Johannesburg      | C. Jackson        |
| 1429 Pemba        | 1937 NH      | 2 tháng 7 năm 1937   | Johannesburg      | C. Jackson        |
| 1430 Somalia      | 1937 NK      | 5 tháng 7 năm 1937   | Johannesburg      | C. Jackson        |
| 1431 Luanda       | 1937 OB      | 29 tháng 7 năm 1937  | Johannesburg      | C. Jackson        |
| 1432 Ethiopia     | 1937 PG      | 1 tháng 8 năm 1937   | Johannesburg      | C. Jackson        |
| 1433 Geramtina    | 1937 UC      | 30 tháng 10 năm 1937 | Uccle             | E. Delporte       |
| 1434 Margot       | 1936 FD1     | 19 tháng 3 năm 1936  | Crimea-Simeis     | G. N. Neujmin     |
| 1435 Garlena      | 1936 WE      | 23 tháng 11 năm 1936 | Heidelberg        | K. Reinmuth       |
| 1436 Salonta      | 1936 YA      | 11 tháng 12 năm 1936 | Konkoly           | G. Kulin          |
| 1437 Diomedes     | 1937 PB      | 3 tháng 8 năm 1937   | Heidelberg        | K. Reinmuth       |
| 1438 Wendeline    | 1937 TC      | 11 tháng 10 năm 1937 | Heidelberg        | K. Reinmuth       |
| 1439 Vogtia       | 1937 TE      | 11 tháng 10 năm 1937 | Heidelberg        | K. Reinmuth       |
| 1440 Rostia       | 1937 TF      | 11 tháng 10 năm 1937 | Heidelberg        | K. Reinmuth       |
| 1441 Bolyai       | 1937 WA      | 16 tháng 11 năm 1937 | Konkoly           | G. Kulin          |
| 1442 Corvina      | 1937 YF      | 29 tháng 12 năm 1937 | Konkoly           | G. Kulin          |
| 1443 Ruppina      | 1937 YG      | 29 tháng 12 năm 1937 | Heidelberg        | K. Reinmuth       |
| 1444 Pannonia     | 1938 AE      | 6 tháng 1 năm 1938   | Konkoly           | G. Kulin          |
| 1445 Konkolya     | 1938 AF      | 6 tháng 1 năm 1938   | Konkoly           | G. Kulin          |
| 1446 Sillanpää    | 1938 BA      | 26 tháng 1 năm 1938  | Turku             | Y. Väisälä        |
| 1447 Utra         | 1938 BB      | 26 tháng 1 năm 1938  | Turku             | Y. Väisälä        |
| 1448 Lindbladia   | 1938 DF      | 16 tháng 2 năm 1938  | Turku             | Y. Väisälä        |
| 1449 Virtanen     | 1938 DO      | 20 tháng 2 năm 1938  | Turku             | Y. Väisälä        |
| 1450 Raimonda     | 1938 DP      | 20 tháng 2 năm 1938  | Turku             | Y. Väisälä        |
| 1451 Granö        | 1938 DT      | 22 tháng 2 năm 1938  | Turku             | Y. Väisälä        |
| 1452 Hunnia       | 1938 DZ1     | 26 tháng 2 năm 1938  | Konkoly           | G. Kulin          |
| 1453 Fennia       | 1938 ED1     | 8 tháng 3 năm 1938   | Turku             | Y. Väisälä        |
| 1454 Kalevala     | 1936 DO      | 16 tháng 2 năm 1936  | Turku             | Y. Väisälä        |
| 1455 Mitchella    | 1937 LF      | 5 tháng 6 năm 1937   | Heidelberg        | A. Bohrmann       |
| 1456 Saldanha     | 1937 NG      | 2 tháng 7 năm 1937   | Johannesburg      | C. Jackson        |
| 1457 Ankara       | 1937 PA      | 3 tháng 8 năm 1937   | Heidelberg        | K. Reinmuth       |
| 1458 Mineura      | 1937 RC      | 1 tháng 9 năm 1937   | Uccle             | F. Rigaux         |
| 1459 Magnya       | 1937 VA      | 4 tháng 11 năm 1937  | Crimea-Simeis     | G. N. Neujmin     |
| 1460 Haltia       | 1937 WC      | 24 tháng 11 năm 1937 | Turku             | Y. Väisälä        |
| 1461 Jean-Jacques | 1937 YL      | 30 tháng 12 năm 1937 | Nice              | M. Laugier        |
| 1462 Zamenhof     | 1938 CA      | 6 tháng 2 năm 1938   | Turku             | Y. Väisälä        |
| 1463 Nordenmarkia | 1938 CB      | 6 tháng 2 năm 1938   | Turku             | Y. Väisälä        |
| 1464 Armisticia   | 1939 VO      | 11 tháng 11 năm 1939 | Williams Bay      | G. Van Biesbroeck |
| 1465 Autonoma     | 1938 FA      | 20 tháng 3 năm 1938  | Hamburg-Bergedorf | A. Wachmann       |
| 1466 Mündleria    | 1938 KA      | 31 tháng 5 năm 1938  | Heidelberg        | K. Reinmuth       |
| 1467 Mashona      | 1938 OE      | 30 tháng 7 năm 1938  | Johannesburg      | C. Jackson        |
| 1468 Zomba        | 1938 PA      | 23 tháng 7 năm 1938  | Johannesburg      | C. Jackson        |
| 1469 Linzia       | 1938 QD      | 19 tháng 8 năm 1938  | Heidelberg        | K. Reinmuth       |
| 1470 Carla        | 1938 SD      | 17 tháng 9 năm 1938  | Heidelberg        | A. Bohrmann       |
| 1471 Tornio       | 1938 SL1     | 16 tháng 9 năm 1938  | Turku             | Y. Väisälä        |
| 1472 Muonio       | 1938 UQ      | 18 tháng 10 năm 1938 | Turku             | Y. Väisälä        |
| 1473 Ounas        | 1938 UT      | 22 tháng 10 năm 1938 | Turku             | Y. Väisälä        |
| 1474 Beira        | 1935 QY      | 20 tháng 8 năm 1935  | Johannesburg      | C. Jackson        |
| 1475 Yalta        | 1935 SM      | 21 tháng 9 năm 1935  | Crimea-Simeis     | P. F. Shajn       |
| 1476 Cox          | 1936 RA      | 10 tháng 9 năm 1936  | Uccle             | E. Delporte       |
| 1477 Bonsdorffia  | 1938 CC      | 6 tháng 2 năm 1938   | Turku             | Y. Väisälä        |
| 1478 Vihuri       | 1938 CF      | 6 tháng 2 năm 1938   | Turku             | Y. Väisälä        |
| 1479 Inkeri       | 1938 DE      | 16 tháng 2 năm 1938  | Turku             | Y. Väisälä        |
| 1480 Aunus        | 1938 DK      | 18 tháng 2 năm 1938  | Turku             | Y. Väisälä        |
| 1481 Tübingia     | 1938 DR      | 7 tháng 2 năm 1938   | Heidelberg        | K. Reinmuth       |
| 1482 Sebastiana   | 1938 DA1     | 20 tháng 2 năm 1938  | Heidelberg        | K. Reinmuth       |
| 1483 Hakoila      | 1938 DJ1     | 24 tháng 2 năm 1938  | Turku             | Y. Väisälä        |
| 1484 Postrema     | 1938 HC      | 29 tháng 4 năm 1938  | Crimea-Simeis     | G. N. Neujmin     |
| 1485 Isa          | 1938 OB      | 28 tháng 7 năm 1938  | Heidelberg        | K. Reinmuth       |
| 1486 Marilyn      | 1938 QA      | 23 tháng 8 năm 1938  | Uccle             | E. Delporte       |
| 1487 Boda         | 1938 WC      | 17 tháng 11 năm 1938 | Heidelberg        | K. Reinmuth       |
| 1488 Aura         | 1938 XE      | 15 tháng 12 năm 1938 | Turku             | Y. Väisälä        |
| 1489 Attila       | 1939 GC      | 12 tháng 4 năm 1939  | Konkoly           | G. Kulin          |
| 1490 Limpopo      | 1936 LB      | 14 tháng 6 năm 1936  | Johannesburg      | C. Jackson        |
| 1491 Balduinus    | 1938 EJ      | 23 tháng 2 năm 1938  | Uccle             | E. Delporte       |
| 1492 Oppolzer     | 1938 FL      | 23 tháng 3 năm 1938  | Turku             | Y. Väisälä        |
| 1493 Sigrid       | 1938 QB      | 26 tháng 8 năm 1938  | Uccle             | E. Delporte       |
| 1494 Savo         | 1938 SJ      | 16 tháng 9 năm 1938  | Turku             | Y. Väisälä        |
| 1495 Helsinki     | 1938 SW      | 21 tháng 9 năm 1938  | Turku             | Y. Väisälä        |
| 1496 Turku        | 1938 SA1     | 22 tháng 9 năm 1938  | Turku             | Y. Väisälä        |
| 1497 Tampere      | 1938 SB1     | 22 tháng 9 năm 1938  | Turku             | Y. Väisälä        |
| 1498 Lahti        | 1938 SK1     | 16 tháng 9 năm 1938  | Turku             | Y. Väisälä        |
| 1499 Pori         | 1938 UF      | 16 tháng 10 năm 1938 | Turku             | Y. Väisälä        |
| 1500 Jyväskylä    | 1938 UH      | 16 tháng 10 năm 1938 | Turku             | Y. Väisälä        |

### Từ 1501 đến 1600
| Tên                 | Tên đầu tiên | Ngày phát hiện       | Nơi phát hiện        | Người phát hiện        |
| ------------------- | ------------ | -------------------- | -------------------- | ---------------------- |
| 1501 Baade          | 1938 UJ      | 20 tháng 10 năm 1938 | Hamburg-Bergedorf    | A. Wachmann            |
| 1502 Arenda         | 1938 WB      | 17 tháng 11 năm 1938 | Heidelberg           | K. Reinmuth            |
| 1503 Kuopio         | 1938 XD      | 15 tháng 12 năm 1938 | Turku                | Y. Väisälä             |
| 1504 Lappeenranta   | 1939 FM      | 23 tháng 3 năm 1939  | Turku                | L. Oterma              |
| 1505 Koranna        | 1939 HH      | 21 tháng 4 năm 1939  | Johannesburg         | C. Jackson             |
| 1506 Xosa           | 1939 JC      | 15 tháng 5 năm 1939  | Johannesburg         | C. Jackson             |
| 1507 Vaasa          | 1939 RD      | 12 tháng 9 năm 1939  | Turku                | L. Oterma              |
| 1508 Kemi           | 1938 UP      | 21 tháng 10 năm 1938 | Turku                | H. Alikoski            |
| 1509 Esclangona     | 1938 YG      | 21 tháng 12 năm 1938 | Nice                 | A. Patry               |
| 1510 Charlois       | 1939 DC      | 22 tháng 2 năm 1939  | Nice                 | A. Patry               |
| 1511 Daléra         | 1939 FB      | 22 tháng 3 năm 1939  | Algiers              | L. Boyer               |
| 1512 Oulu           | 1939 FE      | 18 tháng 3 năm 1939  | Turku                | H. Alikoski            |
| 1513 Mátra          | 1940 EB      | 10 tháng 3 năm 1940  | Konkoly              | G. Kulin               |
| 1514 Ricouxa        | 1906 UR      | 22 tháng 8 năm 1906  | Heidelberg           | M. F. Wolf             |
| 1515 Perrotin       | 1936 VG      | 15 tháng 11 năm 1936 | Nice                 | A. Patry               |
| 1516 Henry          | 1938 BG      | 28 tháng 1 năm 1938  | Nice                 | A. Patry               |
| 1517 Beograd        | 1938 FD      | 20 tháng 3 năm 1938  | Belgrade             | M. B. Protić           |
| 1518 Rovaniemi      | 1938 UA      | 15 tháng 10 năm 1938 | Turku                | Y. Väisälä             |
| 1519 Kajaani        | 1938 UB      | 15 tháng 10 năm 1938 | Turku                | Y. Väisälä             |
| 1520 Imatra         | 1938 UY      | 22 tháng 10 năm 1938 | Turku                | Y. Väisälä             |
| 1521 Seinäjoki      | 1938 UB1     | 22 tháng 10 năm 1938 | Turku                | Y. Väisälä             |
| 1522 Kokkola        | 1938 WO      | 18 tháng 11 năm 1938 | Turku                | L. Oterma              |
| 1523 Pieksämäki     | 1939 BC      | 18 tháng 1 năm 1939  | Turku                | Y. Väisälä             |
| 1524 Joensuu        | 1939 SB      | 18 tháng 9 năm 1939  | Turku                | Y. Väisälä             |
| 1525 Savonlinna     | 1939 SC      | 18 tháng 9 năm 1939  | Turku                | Y. Väisälä             |
| 1526 Mikkeli        | 1939 TF      | 7 tháng 10 năm 1939  | Turku                | Y. Väisälä             |
| 1527 Malmquista     | 1939 UG      | 18 tháng 10 năm 1939 | Turku                | Y. Väisälä             |
| 1528 Conrada        | 1940 CA      | 10 tháng 2 năm 1940  | Heidelberg           | K. Reinmuth            |
| 1529 Oterma         | 1938 BC      | 26 tháng 1 năm 1938  | Turku                | Y. Väisälä             |
| 1530 Rantaseppä     | 1938 SG      | 16 tháng 9 năm 1938  | Turku                | Y. Väisälä             |
| 1531 Hartmut        | 1938 SH      | 17 tháng 9 năm 1938  | Heidelberg           | A. Bohrmann            |
| 1532 Inari          | 1938 SM      | 16 tháng 9 năm 1938  | Turku                | Y. Väisälä             |
| 1533 Saimaa         | 1939 BD      | 19 tháng 1 năm 1939  | Turku                | Y. Väisälä             |
| 1534 Näsi           | 1939 BK      | 20 tháng 1 năm 1939  | Turku                | Y. Väisälä             |
| 1535 Päijänne       | 1939 RC      | 9 tháng 9 năm 1939   | Turku                | Y. Väisälä             |
| 1536 Pielinen       | 1939 SE      | 18 tháng 9 năm 1939  | Turku                | Y. Väisälä             |
| 1537 Transylvania   | 1940 QA      | 27 tháng 8 năm 1940  | Konkoly              | G. Strommer            |
| 1538 Detre          | 1940 RF      | 8 tháng 9 năm 1940   | Konkoly              | G. Kulin               |
| 1539 Borrelly       | 1940 UB      | 29 tháng 10 năm 1940 | Nice                 | A. Patry               |
| 1540 Kevola         | 1938 WK      | 16 tháng 11 năm 1938 | Turku                | L. Oterma              |
| 1541 Estonia        | 1939 CK      | 12 tháng 2 năm 1939  | Turku                | Y. Väisälä             |
| 1542 Schalén        | 1941 QE      | 26 tháng 8 năm 1941  | Turku                | Y. Väisälä             |
| 1543 Bourgeois      | 1941 SJ      | 21 tháng 9 năm 1941  | Uccle                | E. Delporte            |
| 1544 Vinterhansenia | 1941 UK      | 15 tháng 10 năm 1941 | Turku                | L. Oterma              |
| 1545 Thernöe        | 1941 UW      | 15 tháng 10 năm 1941 | Turku                | L. Oterma              |
| 1546 Izsák          | 1941 SG1     | 28 tháng 9 năm 1941  | Konkoly              | G. Kulin               |
| 1547 Nele           | 1929 CZ      | 12 tháng 2 năm 1929  | Uccle                | P. Bourgeois           |
| 1548 Palomaa        | 1935 FK      | 26 tháng 3 năm 1935  | Turku                | Y. Väisälä             |
| 1549 Mikko          | 1937 GA      | 2 tháng 4 năm 1937   | Turku                | Y. Väisälä             |
| 1550 Tito           | 1937 WD      | 29 tháng 11 năm 1937 | Belgrade             | M. B. Protić           |
| 1551 Argelander     | 1938 DC1     | 24 tháng 2 năm 1938  | Turku                | Y. Väisälä             |
| 1552 Bessel         | 1938 DE1     | 24 tháng 2 năm 1938  | Turku                | Y. Väisälä             |
| 1553 Bauersfelda    | 1940 AD      | 13 tháng 1 năm 1940  | Heidelberg           | K. Reinmuth            |
| 1554 Yugoslavia     | 1940 RE      | 6 tháng 9 năm 1940   | Belgrade             | M. B. Protić           |
| 1555 Dejan          | 1941 SA      | 15 tháng 9 năm 1941  | Uccle                | F. Rigaux              |
| 1556 Wingolfia      | 1942 AA      | 14 tháng 1 năm 1942  | Heidelberg           | K. Reinmuth            |
| 1557 Roehla         | 1942 AD      | 14 tháng 1 năm 1942  | Heidelberg           | K. Reinmuth            |
| 1558 Järnefelt      | 1942 BD      | 20 tháng 1 năm 1942  | Turku                | L. Oterma              |
| 1559 Kustaanheimo   | 1942 BF      | 20 tháng 1 năm 1942  | Turku                | L. Oterma              |
| 1560 Strattonia     | 1942 XB      | 3 tháng 12 năm 1942  | Uccle                | E. Delporte            |
| 1561 Fricke         | 1941 CG      | 15 tháng 2 năm 1941  | Heidelberg           | K. Reinmuth            |
| 1562 Gondolatsch    | 1943 EE      | 9 tháng 3 năm 1943   | Heidelberg           | K. Reinmuth            |
| 1563 Noël           | 1943 EG      | 7 tháng 3 năm 1943   | Uccle                | S. J. Arend            |
| 1564 Srbija         | 1936 TB      | 15 tháng 10 năm 1936 | Belgrade             | M. B. Protić           |
| 1565 Lemaître       | 1948 WA      | 25 tháng 11 năm 1948 | Uccle                | S. J. Arend            |
| 1566 Icarus         | 1949 MA      | 27 tháng 6 năm 1949  | Palomar              | W. Baade               |
| 1567 Alikoski       | 1941 HN      | 22 tháng 4 năm 1941  | Turku                | Y. Väisälä             |
| 1568 Aisleen        | 1946 QB      | 21 tháng 8 năm 1946  | Johannesburg         | E. L. Johnson          |
| 1569 Evita          | 1948 PA      | 3 tháng 8 năm 1948   | La Plata Observatory | M. Itzigsohn           |
| 1570 Brunonia       | 1948 TX      | 9 tháng 10 năm 1948  | Uccle                | S. J. Arend            |
| 1571 Cesco          | 1950 FJ      | 20 tháng 3 năm 1950  | La Plata Observatory | M. Itzigsohn           |
| 1572 Posnania       | 1949 SC      | 22 tháng 9 năm 1949  | Poznań               | J. Dobrzycki, A. Kwiek |
| 1573 Väisälä        | 1949 UA      | 27 tháng 10 năm 1949 | Uccle                | S. J. Arend            |
| 1574 Meyer          | 1949 FD      | 22 tháng 3 năm 1949  | Algiers              | L. Boyer               |
| 1575 Winifred       | 1950 HH      | 20 tháng 4 năm 1950  | Brooklyn             | Đại học Indiana        |
| 1576 Fabiola        | 1948 SA      | 30 tháng 9 năm 1948  | Uccle                | S. J. Arend            |
| 1577 Reiss          | 1949 BA      | 19 tháng 1 năm 1949  | Algiers              | L. Boyer               |
| 1578 Kirkwood       | 1951 AT      | 10 tháng 1 năm 1951  | Brooklyn             | Đại học Indiana        |
| 1579 Herrick        | 1948 SB      | 30 tháng 9 năm 1948  | Uccle                | S. J. Arend            |
| 1580 Betulia        | 1950 KA      | 22 tháng 5 năm 1950  | Johannesburg         | E. L. Johnson          |
| 1581 Abanderada     | 1950 LA1     | 15 tháng 6 năm 1950  | La Plata Observatory | M. Itzigsohn           |
| 1582 Martir         | 1950 LY      | 15 tháng 6 năm 1950  | La Plata Observatory | M. Itzigsohn           |
| 1583 Antilochus     | 1950 SA      | 19 tháng 9 năm 1950  | Uccle                | S. J. Arend            |
| 1584 Fuji           | 1927 CR      | 7 tháng 2 năm 1927   | Tokyo                | O. Oikawa              |
| 1585 Union          | 1947 RG      | 7 tháng 9 năm 1947   | Johannesburg         | E. L. Johnson          |
| 1586 Thiele         | 1939 CJ      | 13 tháng 2 năm 1939  | Hamburg-Bergedorf    | A. Wachmann            |
| 1587 Kahrstedt      | 1933 FS1     | 25 tháng 3 năm 1933  | Heidelberg           | K. Reinmuth            |
| 1588 Descamisada    | 1951 MH      | 27 tháng 6 năm 1951  | La Plata Observatory | M. Itzigsohn           |
| 1589 Fanatica       | 1950 RK      | 13 tháng 9 năm 1950  | La Plata Observatory | M. Itzigsohn           |
| 1590 Tsiolkovskaja  | 1933 NA      | 1 tháng 7 năm 1933   | Crimea-Simeis        | G. N. Neujmin          |
| 1591 Baize          | 1951 KA      | 31 tháng 5 năm 1951  | Uccle                | S. J. Arend            |
| 1592 Mathieu        | 1951 LA      | 1 tháng 6 năm 1951   | Uccle                | S. J. Arend            |
| 1593 Fagnes         | 1951 LB      | 1 tháng 6 năm 1951   | Uccle                | S. J. Arend            |
| 1594 Danjon         | 1949 WA      | 23 tháng 11 năm 1949 | Algiers              | L. Boyer               |
| 1595 Tanga          | 1930 ME      | 19 tháng 6 năm 1930  | Johannesburg         | C. Jackson, H. E. Wood |
| 1596 Itzigsohn      | 1951 EV      | 8 tháng 3 năm 1951   | La Plata Observatory | M. Itzigsohn           |
| 1597 Laugier        | 1949 EB      | 7 tháng 3 năm 1949   | Algiers              | L. Boyer               |
| 1598 Paloque        | 1950 CA      | 11 tháng 2 năm 1950  | Algiers              | L. Boyer               |
| 1599 Giomus         | 1950 WA      | 17 tháng 11 năm 1950 | Algiers              | L. Boyer               |
| 1600 Vyssotsky      | 1947 UC      | 22 tháng 10 năm 1947 | Mount Hamilton       | C. A. Wirtanen         |

### Từ 1601 đến 1700
| Tên               | Tên đầu tiên | Ngày phát hiện       | Nơi phát hiện            | Người phát hiện            |
| ----------------- | ------------ | -------------------- | ------------------------ | -------------------------- |
| 1601 Patry        | 1942 KA      | 18 tháng 5 năm 1942  | Algiers                  | L. Boyer                   |
| 1602 Indiana      | 1950 GF      | 14 tháng 3 năm 1950  | Brooklyn                 | Đại học Indiana            |
| 1603 Neva         | 1926 VH      | 4 tháng 11 năm 1926  | Crimea-Simeis            | G. N. Neujmin              |
| 1604 Tombaugh     | 1931 FH      | 24 tháng 3 năm 1931  | Flagstaff                | C. O. Lampland             |
| 1605 Milankovitch | 1936 GA      | 13 tháng 4 năm 1936  | Uccle                    | P. Đurković                |
| 1606 Jekhovsky    | 1950 RH      | 14 tháng 9 năm 1950  | Algiers                  | L. Boyer                   |
| 1607 Mavis        | 1950 RA      | 3 tháng 9 năm 1950   | Johannesburg             | E. L. Johnson              |
| 1608 Muñoz        | 1951 RZ      | 1 tháng 9 năm 1951   | La Plata Observatory     | M. Itzigsohn               |
| 1609 Brenda       | 1951 NL      | 10 tháng 7 năm 1951  | Johannesburg             | E. L. Johnson              |
| 1610 Mirnaya      | 1928 RT      | 11 tháng 9 năm 1928  | Crimea-Simeis            | P. F. Shajn                |
| 1611 Beyer        | 1950 DJ      | 17 tháng 2 năm 1950  | Heidelberg               | K. Reinmuth                |
| 1612 Hirose       | 1950 BJ      | 23 tháng 1 năm 1950  | Heidelberg               | K. Reinmuth                |
| 1613 Smiley       | 1950 SD      | 16 tháng 9 năm 1950  | Uccle                    | S. J. Arend                |
| 1614 Goldschmidt  | 1952 HA      | 18 tháng 4 năm 1952  | Uccle                    | A. Schmitt                 |
| 1615 Bardwell     | 1950 BW      | 28 tháng 1 năm 1950  | Brooklyn                 | Đại học Indiana            |
| 1616 Filipoff     | 1950 EA      | 15 tháng 3 năm 1950  | Algiers                  | L. Boyer                   |
| 1617 Alschmitt    | 1952 FB      | 20 tháng 3 năm 1952  | Algiers                  | L. Boyer                   |
| 1618 Dawn         | 1948 NF      | 5 tháng 7 năm 1948   | Johannesburg             | E. L. Johnson              |
| 1619 Ueta         | 1953 TA      | 11 tháng 10 năm 1953 | Kwasan                   | T. Mitani                  |
| 1620 Geographos   | 1951 RA      | 14 tháng 9 năm 1951  | Palomar                  | A. G. Wilson, R. Minkowski |
| 1621 Druzhba      | 1926 TM      | 1 tháng 10 năm 1926  | Crimea-Simeis            | S. Beljavskij              |
| 1622 Chacornac    | 1952 EA      | 15 tháng 3 năm 1952  | Uccle                    | A. Schmitt                 |
| 1623 Vivian       | 1948 PL      | 9 tháng 8 năm 1948   | Johannesburg             | E. L. Johnson              |
| 1624 Rabe         | 1931 TT1     | 9 tháng 10 năm 1931  | Heidelberg               | K. Reinmuth                |
| 1625 The NORC     | 1953 RB      | 1 tháng 9 năm 1953   | Uccle                    | S. J. Arend                |
| 1626 Sadeya       | 1927 AA      | 10 tháng 1 năm 1927  | Barcelona                | J. Comas Solá              |
| 1627 Ivar         | 1929 SH      | 25 tháng 9 năm 1929  | Johannesburg             | E. Hertzsprung             |
| 1628 Strobel      | 1923 OG      | 11 tháng 9 năm 1923  | Heidelberg               | K. Reinmuth                |
| 1629 Pecker       | 1952 DB      | 28 tháng 2 năm 1952  | Algiers                  | L. Boyer                   |
| 1630 Milet        | 1952 DA      | 28 tháng 2 năm 1952  | Algiers                  | L. Boyer                   |
| 1631 Kopff        | 1936 UC      | 11 tháng 10 năm 1936 | Turku                    | Y. Väisälä                 |
| 1632 Sieböhme     | 1941 DF      | 26 tháng 2 năm 1941  | Heidelberg               | K. Reinmuth                |
| 1633 Chimay       | 1929 EC      | 3 tháng 3 năm 1929   | Uccle                    | S. J. Arend                |
| 1634 Ndola        | 1935 QP      | 19 tháng 8 năm 1935  | Johannesburg             | C. Jackson                 |
| 1635 Bohrmann     | 1924 QW      | 7 tháng 3 năm 1924   | Heidelberg               | K. Reinmuth                |
| 1636 Porter       | 1950 BH      | 23 tháng 1 năm 1950  | Heidelberg               | K. Reinmuth                |
| 1637 Swings       | 1936 QO      | 28 tháng 8 năm 1936  | Uccle                    | J. Hunaerts                |
| 1638 Ruanda       | 1935 JF      | 3 tháng 5 năm 1935   | Johannesburg             | C. Jackson                 |
| 1639 Bower        | 1951 RB      | 12 tháng 9 năm 1951  | Uccle                    | S. J. Arend                |
| 1640 Nemo         | 1951 QA      | 31 tháng 8 năm 1951  | Uccle                    | S. J. Arend                |
| 1641 Tana         | 1935 OJ      | 25 tháng 7 năm 1935  | Johannesburg             | C. Jackson                 |
| 1642 Hill         | 1951 RU      | 4 tháng 9 năm 1951   | Heidelberg               | K. Reinmuth                |
| 1643 Brown        | 1951 RQ      | 4 tháng 9 năm 1951   | Heidelberg               | K. Reinmuth                |
| 1644 Rafita       | 1935 YA      | 16 tháng 12 năm 1935 | Madrid                   | R. Carrasco                |
| 1645 Waterfield   | 1933 OJ      | 24 tháng 7 năm 1933  | Heidelberg               | K. Reinmuth                |
| 1646 Rosseland    | 1939 BG      | 19 tháng 1 năm 1939  | Turku                    | Y. Väisälä                 |
| 1647 Menelaus     | 1957 MK      | 23 tháng 6 năm 1957  | Palomar                  | S. B. Nicholson            |
| 1648 Shajna       | 1935 RF      | 5 tháng 9 năm 1935   | Crimea-Simeis            | P. F. Shajn                |
| 1649 Fabre        | 1951 DE      | 27 tháng 2 năm 1951  | Algiers                  | L. Boyer                   |
| 1650 Heckmann     | 1937 TG      | 11 tháng 10 năm 1937 | Heidelberg               | K. Reinmuth                |
| 1651 Behrens      | 1936 HD      | 23 tháng 4 năm 1936  | Nice                     | M. Laugier                 |
| 1652 Hergé        | 1953 PA      | 9 tháng 8 năm 1953   | Uccle                    | S. J. Arend                |
| 1653 Yakhontovia  | 1937 RA      | 30 tháng 8 năm 1937  | Crimea-Simeis            | G. N. Neujmin              |
| 1654 Bojeva       | 1931 TL      | 8 tháng 10 năm 1931  | Crimea-Simeis            | P. F. Shajn                |
| 1655 Comas Solá   | 1929 WG      | 28 tháng 11 năm 1929 | Barcelona                | J. Comas Solá              |
| 1656 Suomi        | 1942 EC      | 11 tháng 3 năm 1942  | Turku                    | Y. Väisälä                 |
| 1657 Roemera      | 1961 EA      | 6 tháng 3 năm 1961   | Đài thiên văn Zimmerwald | P. Wild                    |
| 1658 Innes        | 1953 NA      | 13 tháng 7 năm 1953  | Johannesburg             | J. A. Bruwer               |
| 1659 Punkaharju   | 1940 YL      | 28 tháng 12 năm 1940 | Turku                    | Y. Väisälä                 |
| 1660 Wood         | 1953 GA      | 7 tháng 4 năm 1953   | Johannesburg             | J. A. Bruwer               |
| 1661 Granule      | A916 FA      | 31 tháng 3 năm 1916  | Heidelberg               | M. F. Wolf                 |
| 1662 Hoffmann     | A923 RB      | 11 tháng 9 năm 1923  | Heidelberg               | K. Reinmuth                |
| 1663 van den Bos  | 1926 PE      | 4 tháng 8 năm 1926   | Johannesburg             | H. E. Wood                 |
| 1664 Felix        | 1929 CD      | 4 tháng 2 năm 1929   | Uccle                    | E. Delporte                |
| 1665 Gaby         | 1930 DQ      | 27 tháng 2 năm 1930  | Heidelberg               | K. Reinmuth                |
| 1666 van Gent     | 1930 OG      | 22 tháng 7 năm 1930  | Johannesburg             | H. van Gent                |
| 1667 Pels         | 1930 SY      | 16 tháng 9 năm 1930  | Johannesburg             | H. van Gent                |
| 1668 Hanna        | 1933 OK      | 24 tháng 7 năm 1933  | Heidelberg               | K. Reinmuth                |
| 1669 Dagmar       | 1934 RS      | 7 tháng 9 năm 1934   | Heidelberg               | K. Reinmuth                |
| 1670 Minnaert     | 1934 RZ      | 9 tháng 9 năm 1934   | Johannesburg             | H. van Gent                |
| 1671 Chaika       | 1934 TD      | 3 tháng 10 năm 1934  | Crimea-Simeis            | G. N. Neujmin              |
| 1672 Gezelle      | 1935 BD      | 29 tháng 1 năm 1935  | Uccle                    | E. Delporte                |
| 1673 van Houten   | 1937 TH      | 11 tháng 10 năm 1937 | Heidelberg               | K. Reinmuth                |
| 1674 Groeneveld   | 1938 DS      | 7 tháng 2 năm 1938   | Heidelberg               | K. Reinmuth                |
| 1675 Simonida     | 1938 FB      | 20 tháng 3 năm 1938  | Belgrade                 | M. B. Protić               |
| 1676 Kariba       | 1939 LC      | 15 tháng 6 năm 1939  | Johannesburg             | C. Jackson                 |
| 1677 Tycho Brahe  | 1940 RO      | 6 tháng 9 năm 1940   | Turku                    | Y. Väisälä                 |
| 1678 Hveen        | 1940 YH      | 28 tháng 12 năm 1940 | Turku                    | Y. Väisälä                 |
| 1679 Nevanlinna   | 1941 FR      | 18 tháng 3 năm 1941  | Turku                    | L. Oterma                  |
| 1680 Per Brahe    | 1942 CH      | 12 tháng 2 năm 1942  | Turku                    | L. Oterma                  |
| 1681 Steinmetz    | 1948 WE      | 23 tháng 11 năm 1948 | Nice                     | M. Laugier                 |
| 1682 Karel        | 1949 PH      | 2 tháng 8 năm 1949   | Heidelberg               | K. Reinmuth                |
| 1683 Castafiore   | 1950 SL      | 19 tháng 9 năm 1950  | Uccle                    | S. J. Arend                |
| 1684 Iguassú      | 1951 QE      | 23 tháng 8 năm 1951  | La Plata Observatory     | M. Itzigsohn               |
| 1685 Toro         | 1948 OA      | 17 tháng 7 năm 1948  | Mount Hamilton           | C. A. Wirtanen             |
| 1686 De Sitter    | 1935 SR1     | 28 tháng 9 năm 1935  | Johannesburg             | H. van Gent                |
| 1687 Glarona      | 1965 SC      | 19 tháng 9 năm 1965  | Đài thiên văn Zimmerwald | P. Wild                    |
| 1688 Wilkens      | 1951 EQ1     | 3 tháng 3 năm 1951   | La Plata Observatory     | M. Itzigsohn               |
| 1689 Floris-Jan   | 1930 SO      | 16 tháng 9 năm 1930  | Johannesburg             | H. van Gent                |
| 1690 Mayrhofer    | 1948 VB      | 8 tháng 11 năm 1948  | Nice                     | M. Laugier                 |
| 1691 Oort         | 1956 RB      | 9 tháng 9 năm 1956   | Heidelberg               | K. Reinmuth                |
| 1692 Subbotina    | 1936 QD      | 16 tháng 8 năm 1936  | Crimea-Simeis            | G. N. Neujmin              |
| 1693 Hertzsprung  | 1935 LA      | 5 tháng 5 năm 1935   | Johannesburg             | H. van Gent                |
| 1694 Kaiser       | 1934 SB      | 29 tháng 9 năm 1934  | Johannesburg             | H. van Gent                |
| 1695 Walbeck      | 1941 UO      | 15 tháng 10 năm 1941 | Turku                    | L. Oterma                  |
| 1696 Nurmela      | 1939 FF      | 18 tháng 3 năm 1939  | Turku                    | Y. Väisälä                 |
| 1697 Koskenniemi  | 1940 RM      | 8 tháng 9 năm 1940   | Turku                    | H. Alikoski                |
| 1698 Christophe   | 1934 CS      | 10 tháng 2 năm 1934  | Uccle                    | E. Delporte                |
| 1699 Honkasalo    | 1941 QD      | 26 tháng 8 năm 1941  | Turku                    | Y. Väisälä                 |
| 1700 Zvezdara     | 1940 QC      | 26 tháng 8 năm 1940  | Belgrade                 | P. Đurković                |

### Từ 1701 đến 1800
| Tên                 | Tên đầu tiên | Ngày phát hiện       | Nơi phát hiện            | Người phát hiện                                        |
| ------------------- | ------------ | -------------------- | ------------------------ | ------------------------------------------------------ |
| 1701 Okavango       | 1953 NJ      | 6 tháng 7 năm 1953   | Johannesburg             | J. Churms                                              |
| 1702 Kalahari       | A924 NC      | 7 tháng 7 năm 1924   | Johannesburg             | E. Hertzsprung                                         |
| 1703 Barry          | 1930 RB      | 2 tháng 9 năm 1930   | Heidelberg               | M. F. Wolf                                             |
| 1704 Wachmann       | A924 EE      | 7 tháng 3 năm 1924   | Heidelberg               | K. Reinmuth                                            |
| 1705 Tapio          | 1941 SL1     | 16 tháng 9 năm 1941  | Turku                    | L. Oterma                                              |
| 1706 Dieckvoss      | 1931 TS      | 5 tháng 10 năm 1931  | Heidelberg               | K. Reinmuth                                            |
| 1707 Chantal        | 1932 RL      | 8 tháng 9 năm 1932   | Uccle                    | E. Delporte                                            |
| 1708 Pólit          | 1929 XA      | 1 tháng 12 năm 1929  | Barcelona                | J. Comas Solá                                          |
| 1709 Ukraina        | 1925 QA      | 16 tháng 8 năm 1925  | Crimea-Simeis            | G. Shajn                                               |
| 1710 Gothard        | 1941 UF      | 20 tháng 10 năm 1941 | Konkoly                  | G. Kulin                                               |
| 1711 Sandrine       | 1935 BB      | 29 tháng 1 năm 1935  | Uccle                    | E. Delporte                                            |
| 1712 Angola         | 1935 KC      | 28 tháng 5 năm 1935  | Johannesburg             | C. Jackson                                             |
| 1713 Bancilhon      | 1951 SC      | 27 tháng 9 năm 1951  | Algiers                  | L. Boyer                                               |
| 1714 Sy             | 1951 OA      | 25 tháng 7 năm 1951  | Algiers                  | L. Boyer                                               |
| 1715 Salli          | 1938 GK      | 9 tháng 4 năm 1938   | Turku                    | H. Alikoski                                            |
| 1716 Peter          | 1934 GF      | 4 tháng 4 năm 1934   | Heidelberg               | K. Reinmuth                                            |
| 1717 Arlon          | 1954 AC      | 8 tháng 1 năm 1954   | Uccle                    | S. J. Arend                                            |
| 1718 Namibia        | 1942 RX      | 14 tháng 9 năm 1942  | Turku                    | M. Väisälä                                             |
| 1719 Jens           | 1950 DP      | 17 tháng 2 năm 1950  | Heidelberg               | K. Reinmuth                                            |
| 1720 Niels          | 1935 CQ      | 7 tháng 2 năm 1935   | Heidelberg               | K. Reinmuth                                            |
| 1721 Wells          | 1953 TD3     | 3 tháng 10 năm 1953  | Brooklyn                 | Đại học Indiana                                        |
| 1722 Goffin         | 1938 EG      | 23 tháng 2 năm 1938  | Uccle                    | E. Delporte                                            |
| 1723 Klemola        | 1936 FX      | 18 tháng 3 năm 1936  | Turku                    | Y. Väisälä                                             |
| 1724 Vladimir       | 1932 DC      | 28 tháng 2 năm 1932  | Uccle                    | E. Delporte                                            |
| 1725 CrAO           | 1930 SK      | 20 tháng 9 năm 1930  | Crimea-Simeis            | G. N. Neujmin                                          |
| 1726 Hoffmeister    | 1933 OE      | 24 tháng 7 năm 1933  | Heidelberg               | K. Reinmuth                                            |
| 1727 Mette          | 1965 BA      | 25 tháng 1 năm 1965  | Bloemfontein             | A. D. Andrews                                          |
| 1728 Goethe Link    | 1964 TO      | 12 tháng 10 năm 1964 | Brooklyn                 | Đại học Indiana                                        |
| 1729 Beryl          | 1963 SL      | 19 tháng 9 năm 1963  | Brooklyn                 | Đại học Indiana                                        |
| 1730 Marceline      | 1936 UA      | 17 tháng 10 năm 1936 | Nice                     | M. Laugier                                             |
| 1731 Smuts          | 1948 PH      | 9 tháng 8 năm 1948   | Johannesburg             | E. L. Johnson                                          |
| 1732 Heike          | 1943 EY      | 9 tháng 3 năm 1943   | Heidelberg               | K. Reinmuth                                            |
| 1733 Silke          | 1938 DL1     | 19 tháng 2 năm 1938  | Heidelberg               | A. Bohrmann                                            |
| 1734 Zhongolovich   | 1928 TJ      | 11 tháng 10 năm 1928 | Crimea-Simeis            | G. N. Neujmin                                          |
| 1735 ITA            | 1948 RJ1     | 10 tháng 9 năm 1948  | Crimea-Simeis            | P. F. Shajn                                            |
| 1736 Floirac        | 1967 RA      | 6 tháng 9 năm 1967   | Bordeaux                 | G. Soulié                                              |
| 1737 Severny        | 1966 TJ      | 13 tháng 10 năm 1966 | Nauchnij                 | L. I. Chernykh                                         |
| 1738 Oosterhoff     | 1930 SP      | 16 tháng 9 năm 1930  | Johannesburg             | H. van Gent                                            |
| 1739 Meyermann      | 1939 PF      | 15 tháng 8 năm 1939  | Heidelberg               | K. Reinmuth                                            |
| 1740 Paavo Nurmi    | 1939 UA      | 18 tháng 10 năm 1939 | Turku                    | Y. Väisälä                                             |
| 1741 Giclas         | 1960 BC      | 26 tháng 1 năm 1960  | Brooklyn                 | Đại học Indiana                                        |
| 1742 Schaifers      | 1934 RO      | 7 tháng 9 năm 1934   | Heidelberg               | K. Reinmuth                                            |
| 1743 Schmidt        | 4109 P-L     | 24 tháng 9 năm 1960  | Palomar                  | C. J. van Houten, I. van Houten-Groeneveld, T. Gehrels |
| 1744 Harriet        | 6557 P-L     | 24 tháng 9 năm 1960  | Palomar                  | C. J. van Houten, I. van Houten-Groeneveld, T. Gehrels |
| 1745 Ferguson       | 1941 SY1     | 17 tháng 9 năm 1941  | Washington               | J. E. Willis                                           |
| 1746 Brouwer        | 1963 RF      | 14 tháng 9 năm 1963  | Brooklyn                 | Đại học Indiana                                        |
| 1747 Wright         | 1947 NH      | 14 tháng 7 năm 1947  | Mount Hamilton           | C. A. Wirtanen                                         |
| 1748 Mauderli       | 1966 RA      | 7 tháng 9 năm 1966   | Đài thiên văn Zimmerwald | P. Wild                                                |
| 1749 Telamon        | 1949 SB      | 23 tháng 9 năm 1949  | Heidelberg               | K. Reinmuth                                            |
| 1750 Eckert         | 1950 NA1     | 15 tháng 7 năm 1950  | Heidelberg               | K. Reinmuth                                            |
| 1751 Herget         | 1955 OC      | 27 tháng 7 năm 1955  | Brooklyn                 | Đại học Indiana                                        |
| 1752 van Herk       | 1930 OK      | 22 tháng 7 năm 1930  | Johannesburg             | H. van Gent                                            |
| 1753 Mieke          | 1934 JM      | 10 tháng 5 năm 1934  | Johannesburg             | H. van Gent                                            |
| 1754 Cunningham     | 1935 FE      | 29 tháng 3 năm 1935  | Uccle                    | E. Delporte                                            |
| 1755 Lorbach        | 1936 VD      | 8 tháng 11 năm 1936  | Nice                     | M. Laugier                                             |
| 1756 Giacobini      | 1937 YA      | 24 tháng 12 năm 1937 | Nice                     | A. Patry                                               |
| 1757 Porvoo         | 1939 FC      | 17 tháng 3 năm 1939  | Turku                    | Y. Väisälä                                             |
| 1758 Naantali       | 1942 DK      | 18 tháng 2 năm 1942  | Turku                    | L. Oterma                                              |
| 1759 Kienle         | 1942 RF      | 11 tháng 9 năm 1942  | Heidelberg               | K. Reinmuth                                            |
| 1760 Sandra         | 1950 GB      | 10 tháng 4 năm 1950  | Johannesburg             | E. L. Johnson                                          |
| 1761 Edmondson      | 1952 FN      | 30 tháng 3 năm 1952  | Brooklyn                 | Đại học Indiana                                        |
| 1762 Russell        | 1953 TZ      | 8 tháng 10 năm 1953  | Brooklyn                 | Đại học Indiana                                        |
| 1763 Williams       | 1953 TN2     | 13 tháng 10 năm 1953 | Brooklyn                 | Đại học Indiana                                        |
| 1764 Cogshall       | 1953 VM1     | 7 tháng 11 năm 1953  | Brooklyn                 | Đại học Indiana                                        |
| 1765 Wrubel         | 1957 XB      | 15 tháng 12 năm 1957 | Brooklyn                 | Đại học Indiana                                        |
| 1766 Slipher        | 1962 RF      | 7 tháng 9 năm 1962   | Brooklyn                 | Đại học Indiana                                        |
| 1767 Lampland       | 1962 RJ      | 7 tháng 9 năm 1962   | Brooklyn                 | Đại học Indiana                                        |
| 1768 Appenzella     | 1965 SA      | 23 tháng 9 năm 1965  | Đài thiên văn Zimmerwald | P. Wild                                                |
| 1769 Carlostorres   | 1966 QP      | 25 tháng 8 năm 1966  | Cordoba                  | Z. Pereyra                                             |
| 1770 Schlesinger    | 1967 JR      | 10 tháng 5 năm 1967  | El Leoncito              | C. U. Cesco, A. R. Klemola                             |
| 1771 Makover        | 1968 BD      | 24 tháng 1 năm 1968  | Nauchnij                 | L. I. Chernykh                                         |
| 1772 Gagarin        | 1968 CB      | 6 tháng 2 năm 1968   | Nauchnij                 | L. I. Chernykh                                         |
| 1773 Rumpelstilz    | 1968 HE      | 17 tháng 4 năm 1968  | Đài thiên văn Zimmerwald | P. Wild                                                |
| 1774 Kulikov        | 1968 UG1     | 22 tháng 10 năm 1968 | Nauchnij                 | T. M. Smirnova                                         |
| 1775 Zimmerwald     | 1969 JA      | 13 tháng 5 năm 1969  | Đài thiên văn Zimmerwald | P. Wild                                                |
| 1776 Kuiper         | 2520 P-L     | 24 tháng 9 năm 1960  | Palomar                  | C. J. van Houten, I. van Houten-Groeneveld, T. Gehrels |
| 1777 Gehrels        | 4007 P-L     | 24 tháng 9 năm 1960  | Palomar                  | C. J. van Houten, I. van Houten-Groeneveld, T. Gehrels |
| 1778 Alfvén         | 4506 P-L     | 16 tháng 9 năm 1960  | Palomar                  | C. J. van Houten, I. van Houten-Groeneveld, T. Gehrels |
| 1779 Paraná         | 1950 LZ      | 15 tháng 6 năm 1950  | La Plata Observatory     | M. Itzigsohn                                           |
| 1780 Kippes         | A906 RA      | 12 tháng 9 năm 1906  | Heidelberg               | A. Kopff                                               |
| 1781 Van Biesbroeck | A906 UB      | 17 tháng 10 năm 1906 | Heidelberg               | A. Kopff                                               |
| 1782 Schneller      | 1931 TL1     | 6 tháng 10 năm 1931  | Heidelberg               | K. Reinmuth                                            |
| 1783 Albitskij      | 1935 FJ      | 24 tháng 3 năm 1935  | Crimea-Simeis            | G. N. Neujmin                                          |
| 1784 Benguella      | 1935 MG      | 30 tháng 6 năm 1935  | Johannesburg             | C. Jackson                                             |
| 1785 Wurm           | 1941 CD      | 15 tháng 2 năm 1941  | Heidelberg               | K. Reinmuth                                            |
| 1786 Raahe          | 1948 TL      | 9 tháng 10 năm 1948  | Turku                    | H. Alikoski                                            |
| 1787 Chiny          | 1950 SK      | 19 tháng 9 năm 1950  | Uccle                    | S. J. Arend                                            |
| 1788 Kiess          | 1952 OZ      | 25 tháng 7 năm 1952  | Brooklyn                 | Đại học Indiana                                        |
| 1789 Dobrovolsky    | 1966 QC      | 19 tháng 8 năm 1966  | Nauchnij                 | L. I. Chernykh                                         |
| 1790 Volkov         | 1967 ER      | 9 tháng 3 năm 1967   | Nauchnij                 | L. I. Chernykh                                         |
| 1791 Patsayev       | 1967 RE      | 4 tháng 9 năm 1967   | Nauchnij                 | T. M. Smirnova                                         |
| 1792 Reni           | 1968 BG      | 24 tháng 1 năm 1968  | Nauchnij                 | L. I. Chernykh                                         |
| 1793 Zoya           | 1968 DW      | 28 tháng 2 năm 1968  | Nauchnij                 | T. M. Smirnova                                         |
| 1794 Finsen         | 1970 GA      | 7 tháng 4 năm 1970   | Hartbeespoort            | J. A. Bruwer                                           |
| 1795 Woltjer        | 4010 P-L     | 24 tháng 9 năm 1960  | Palomar                  | C. J. van Houten, I. van Houten-Groeneveld, T. Gehrels |
| 1796 Riga           | 1966 KB      | 16 tháng 5 năm 1966  | Nauchnij                 | N. S. Chernykh                                         |
| 1797 Schaumasse     | 1936 VH      | 15 tháng 11 năm 1936 | Nice                     | A. Patry                                               |
| 1798 Watts          | 1949 GC      | 4 tháng 4 năm 1949   | Brooklyn                 | Đại học Indiana                                        |
| 1799 Koussevitzky   | 1950 OE      | 25 tháng 7 năm 1950  | Brooklyn                 | Đại học Indiana                                        |
| 1800 Aguilar        | 1950 RJ      | 12 tháng 9 năm 1950  | La Plata Observatory     | M. Itzigsohn                                           |

### Từ 1801 đến 1900
| Tên                | Tên đầu tiên | Ngày phát hiện       | Nơi phát hiện            | Người phát hiện                                        |
| ------------------ | ------------ | -------------------- | ------------------------ | ------------------------------------------------------ |
| 1801 Titicaca      | 1952 SP1     | 23 tháng 9 năm 1952  | La Plata Observatory     | M. Itzigsohn                                           |
| 1802 Zhang Heng    | 1964 TW1     | 9 tháng 10 năm 1964  | Nanking                  | Purple Mountain Observatory                            |
| 1803 Zwicky        | 1967 CA      | 6 tháng 2 năm 1967   | Đài thiên văn Zimmerwald | P. Wild                                                |
| 1804 Chebotarev    | 1967 GG      | 6 tháng 4 năm 1967   | Nauchnij                 | T. M. Smirnova                                         |
| 1805 Dirikis       | 1970 GD      | 1 tháng 4 năm 1970   | Nauchnij                 | L. I. Chernykh                                         |
| 1806 Derice        | 1971 LC      | 13 tháng 6 năm 1971  | Bickley                  | Perth Observatory                                      |
| 1807 Slovakia      | 1971 QA      | 20 tháng 8 năm 1971  | Skalnaté Pleso           | M. Antal                                               |
| 1808 Bellerophon   | 2517 P-L     | 24 tháng 9 năm 1960  | Palomar                  | C. J. van Houten, I. van Houten-Groeneveld, T. Gehrels |
| 1809 Prometheus    | 2522 P-L     | 24 tháng 9 năm 1960  | Palomar                  | C. J. van Houten, I. van Houten-Groeneveld, T. Gehrels |
| 1810 Epimetheus    | 4196 P-L     | 24 tháng 9 năm 1960  | Palomar                  | C. J. van Houten, I. van Houten-Groeneveld, T. Gehrels |
| 1811 Bruwer        | 4576 P-L     | 24 tháng 9 năm 1960  | Palomar                  | C. J. van Houten, I. van Houten-Groeneveld, T. Gehrels |
| 1812 Gilgamesh     | 4645 P-L     | 24 tháng 9 năm 1960  | Palomar                  | C. J. van Houten, I. van Houten-Groeneveld, T. Gehrels |
| 1813 Imhotep       | 7589 P-L     | 17 tháng 10 năm 1960 | Palomar                  | C. J. van Houten, I. van Houten-Groeneveld, T. Gehrels |
| 1814 Bach          | 1931 TW1     | 9 tháng 10 năm 1931  | Heidelberg               | K. Reinmuth                                            |
| 1815 Beethoven     | 1932 CE1     | 27 tháng 1 năm 1932  | Heidelberg               | K. Reinmuth                                            |
| 1816 Liberia       | 1936 BD      | 29 tháng 1 năm 1936  | Johannesburg             | C. Jackson                                             |
| 1817 Katanga       | 1939 MB      | 20 tháng 6 năm 1939  | Johannesburg             | C. Jackson                                             |
| 1818 Brahms        | 1939 PE      | 15 tháng 8 năm 1939  | Heidelberg               | K. Reinmuth                                            |
| 1819 Laputa        | 1948 PC      | 9 tháng 8 năm 1948   | Johannesburg             | E. L. Johnson                                          |
| 1820 Lohmann       | 1949 PO      | 2 tháng 8 năm 1949   | Heidelberg               | K. Reinmuth                                            |
| 1821 Aconcagua     | 1950 MB      | 24 tháng 6 năm 1950  | La Plata Observatory     | M. Itzigsohn                                           |
| 1822 Waterman      | 1950 OO      | 25 tháng 7 năm 1950  | Brooklyn                 | Đại học Indiana                                        |
| 1823 Gliese        | 1951 RD      | 4 tháng 9 năm 1951   | Heidelberg               | K. Reinmuth                                            |
| 1824 Haworth       | 1952 FM      | 30 tháng 3 năm 1952  | Brooklyn                 | Đại học Indiana                                        |
| 1825 Klare         | 1954 QH      | 31 tháng 8 năm 1954  | Heidelberg               | K. Reinmuth                                            |
| 1826 Miller        | 1955 RC1     | 14 tháng 9 năm 1955  | Brooklyn                 | Đại học Indiana                                        |
| 1827 Atkinson      | 1962 RK      | 7 tháng 9 năm 1962   | Brooklyn                 | Đại học Indiana                                        |
| 1828 Kashirina     | 1966 PH      | 14 tháng 8 năm 1966  | Nauchnij                 | L. I. Chernykh                                         |
| 1829 Dawson        | 1967 JJ      | 6 tháng 5 năm 1967   | El Leoncito              | C. U. Cesco, A. R. Klemola                             |
| 1830 Pogson        | 1968 HA      | 17 tháng 4 năm 1968  | Đài thiên văn Zimmerwald | P. Wild                                                |
| 1831 Nicholson     | 1968 HC      | 17 tháng 4 năm 1968  | Zimmerwald               | P. Wild                                                |
| 1832 Mrkos         | 1969 PC      | 11 tháng 8 năm 1969  | Nauchnij                 | L. I. Chernykh                                         |
| 1833 Shmakova      | 1969 PN      | 11 tháng 8 năm 1969  | Nauchnij                 | L. I. Chernykh                                         |
| 1834 Palach        | 1969 QP      | 22 tháng 8 năm 1969  | Hamburg-Bergedorf        | L. Kohoutek                                            |
| 1835 Gajdariya     | 1970 OE      | 30 tháng 7 năm 1970  | Nauchnij                 | T. M. Smirnova                                         |
| 1836 Komarov       | 1971 OT      | 26 tháng 7 năm 1971  | Nauchnij                 | N. S. Chernykh                                         |
| 1837 Osita         | 1971 QZ1     | 16 tháng 8 năm 1971  | El Leoncito              | J. Gibson                                              |
| 1838 Ursa          | 1971 UC      | 20 tháng 10 năm 1971 | Đài thiên văn Zimmerwald | P. Wild                                                |
| 1839 Ragazza       | 1971 UF      | 20 tháng 10 năm 1971 | Zimmerwald               | P. Wild                                                |
| 1840 Hus           | 1971 UY      | 16 tháng 10 năm 1971 | Hamburg-Bergedorf        | L. Kohoutek                                            |
| 1841 Masaryk       | 1971 UO1     | 16 tháng 10 năm 1971 | Hamburg-Bergedorf        | L. Kohoutek                                            |
| 1842 Hynek         | 1972 AA      | 14 tháng 1 năm 1972  | Hamburg-Bergedorf        | L. Kohoutek                                            |
| 1843 Jarmila       | 1972 AB      | 14 tháng 1 năm 1972  | Hamburg-Bergedorf        | L. Kohoutek                                            |
| 1844 Susilva       | 1972 UB      | 30 tháng 10 năm 1972 | Đài thiên văn Zimmerwald | P. Wild                                                |
| 1845 Helewalda     | 1972 UC      | 30 tháng 10 năm 1972 | Zimmerwald               | P. Wild                                                |
| 1846 Bengt         | 6553 P-L     | 24 tháng 9 năm 1960  | Palomar                  | C. J. van Houten, I. van Houten-Groeneveld, T. Gehrels |
| 1847 Stobbe        | A916 CA      | 1 tháng 2 năm 1916   | Hamburg-Bergedorf        | H. Thiele                                              |
| 1848 Delvaux       | 1933 QD      | 18 tháng 8 năm 1933  | Uccle                    | E. Delporte                                            |
| 1849 Kresák        | 1942 AB      | 14 tháng 1 năm 1942  | Heidelberg               | K. Reinmuth                                            |
| 1850 Kohoutek      | 1942 EN      | 23 tháng 3 năm 1942  | Heidelberg               | K. Reinmuth                                            |
| 1851 Lacroute      | 1950 VA      | 9 tháng 11 năm 1950  | Algiers                  | L. Boyer                                               |
| 1852 Carpenter     | 1955 GA      | 1 tháng 4 năm 1955   | Brooklyn                 | Đại học Indiana                                        |
| 1853 McElroy       | 1957 XE      | 15 tháng 12 năm 1957 | Brooklyn                 | Đại học Indiana                                        |
| 1854 Skvortsov     | 1968 UE1     | 22 tháng 10 năm 1968 | Nauchnij                 | T. M. Smirnova                                         |
| 1855 Korolev       | 1969 TU1     | 8 tháng 10 năm 1969  | Nauchnij                 | L. I. Chernykh                                         |
| 1856 Růžena        | 1969 TW1     | 8 tháng 10 năm 1969  | Nauchnij                 | L. I. Chernykh                                         |
| 1857 Parchomenko   | 1971 QS1     | 30 tháng 8 năm 1971  | Nauchnij                 | T. M. Smirnova                                         |
| 1858 Lobachevskij  | 1972 QL      | 18 tháng 8 năm 1972  | Nauchnij                 | L. V. Zhuravleva                                       |
| 1859 Kovalevskaya  | 1972 RS2     | 4 tháng 9 năm 1972   | Nauchnij                 | L. V. Zhuravleva                                       |
| 1860 Barbarossa    | 1973 SK      | 28 tháng 9 năm 1973  | Đài thiên văn Zimmerwald | P. Wild                                                |
| 1861 Komenský      | 1970 WB      | 24 tháng 11 năm 1970 | Hamburg-Bergedorf        | L. Kohoutek                                            |
| 1862 Apollo        | 1932 HA      | 24 tháng 4 năm 1932  | Heidelberg               | K. Reinmuth                                            |
| 1863 Antinous      | 1948 EA      | 7 tháng 3 năm 1948   | Mount Hamilton           | C. A. Wirtanen                                         |
| 1864 Daedalus      | 1971 FA      | 24 tháng 3 năm 1971  | Palomar                  | T. Gehrels                                             |
| 1865 Cerberus      | 1971 UA      | 16 tháng 10 năm 1971 | Hamburg-Bergedorf        | L. Kohoutek                                            |
| 1866 Sisyphus      | 1972 XA      | 5 tháng 12 năm 1972  | Đài thiên văn Zimmerwald | P. Wild                                                |
| 1867 Deiphobus     | 1971 EA      | 3 tháng 3 năm 1971   | El Leoncito              | C. U. Cesco                                            |
| 1868 Thersites     | 2008 P-L     | 24 tháng 9 năm 1960  | Palomar                  | C. J. van Houten, I. van Houten-Groeneveld, T. Gehrels |
| 1869 Philoctetes   | 4596 P-L     | 24 tháng 9 năm 1960  | Palomar                  | C. J. van Houten, I. van Houten-Groeneveld, T. Gehrels |
| 1870 Glaukos       | 1971 FE      | 24 tháng 3 năm 1971  | Palomar                  | C. J. van Houten, I. van Houten-Groeneveld, T. Gehrels |
| 1871 Astyanax      | 1971 FF      | 24 tháng 3 năm 1971  | Palomar                  | C. J. van Houten, I. van Houten-Groeneveld, T. Gehrels |
| 1872 Helenos       | 1971 FG      | 24 tháng 3 năm 1971  | Palomar                  | C. J. van Houten, I. van Houten-Groeneveld, T. Gehrels |
| 1873 Agenor        | 1971 FH      | 25 tháng 3 năm 1971  | Palomar                  | C. J. van Houten, I. van Houten-Groeneveld, T. Gehrels |
| 1874 Kacivelia     | A924 RC      | 5 tháng 9 năm 1924   | Crimea-Simeis            | S. Beljavskij                                          |
| 1875 Neruda        | 1969 QQ      | 22 tháng 8 năm 1969  | Hamburg-Bergedorf        | L. Kohoutek                                            |
| 1876 Napolitania   | 1970 BA      | 31 tháng 1 năm 1970  | Palomar                  | C. T. Kowal                                            |
| 1877 Marsden       | 1971 FC      | 24 tháng 3 năm 1971  | Palomar                  | T. Gehrels                                             |
| 1878 Hughes        | 1933 QC      | 18 tháng 8 năm 1933  | Uccle                    | E. Delporte                                            |
| 1879 Broederstroom | 1935 UN      | 16 tháng 10 năm 1935 | Johannesburg             | H. van Gent                                            |
| 1880 McCrosky      | 1940 AN      | 13 tháng 1 năm 1940  | Heidelberg               | K. Reinmuth                                            |
| 1881 Shao          | 1940 PC      | 3 tháng 8 năm 1940   | Heidelberg               | K. Reinmuth                                            |
| 1882 Rauma         | 1941 UJ      | 15 tháng 10 năm 1941 | Turku                    | L. Oterma                                              |
| 1883 Rimito        | 1942 XA      | 4 tháng 12 năm 1942  | Turku                    | Y. Väisälä                                             |
| 1884 Skip          | 1943 EB1     | 2 tháng 3 năm 1943   | Nice                     | M. Laugier                                             |
| 1885 Herero        | 1948 PJ      | 9 tháng 8 năm 1948   | Johannesburg             | E. L. Johnson                                          |
| 1886 Lowell        | 1949 MP      | 21 tháng 6 năm 1949  | Flagstaff                | H. L. Giclas                                           |
| 1887 Virton        | 1950 TD      | 5 tháng 10 năm 1950  | Uccle                    | S. J. Arend                                            |
| 1888 Zu Chong-Zhi  | 1964 VO1     | 9 tháng 11 năm 1964  | Nanking                  | Purple Mountain Observatory                            |
| 1889 Pakhmutova    | 1968 BE      | 24 tháng 1 năm 1968  | Nauchnij                 | L. I. Chernykh                                         |
| 1890 Konoshenkova  | 1968 CD      | 6 tháng 2 năm 1968   | Nauchnij                 | L. I. Chernykh                                         |
| 1891 Gondola       | 1969 RA      | 11 tháng 9 năm 1969  | Đài thiên văn Zimmerwald | P. Wild                                                |
| 1892 Lucienne      | 1971 SD      | 16 tháng 9 năm 1971  | Zimmerwald               | P. Wild                                                |
| 1893 Jakoba        | 1971 UD      | 20 tháng 10 năm 1971 | Zimmerwald               | P. Wild                                                |
| 1894 Haffner       | 1971 UH      | 16 tháng 10 năm 1971 | Hamburg-Bergedorf        | L. Kohoutek                                            |
| 1895 Larink        | 1971 UZ      | 16 tháng 10 năm 1971 | Hamburg-Bergedorf        | L. Kohoutek                                            |
| 1896 Beer          | 1971 UC1     | 16 tháng 10 năm 1971 | Hamburg-Bergedorf        | L. Kohoutek                                            |
| 1897 Hind          | 1971 UE1     | 16 tháng 10 năm 1971 | Hamburg-Bergedorf        | L. Kohoutek                                            |
| 1898 Cowell        | 1971 UF1     | 16 tháng 10 năm 1971 | Hamburg-Bergedorf        | L. Kohoutek                                            |
| 1899 Crommelin     | 1971 UR1     | 16 tháng 10 năm 1971 | Hamburg-Bergedorf        | L. Kohoutek                                            |
| 1900 Katyusha      | 1971 YB      | 16 tháng 12 năm 1971 | Nauchnij                 | T. M. Smirnova                                         |

### Từ 1901 đến 2000
| Tên                   | Tên đầu tiên | Ngày phát hiện       | Nơi phát hiện            | Người phát hiện                                        |
| --------------------- | ------------ | -------------------- | ------------------------ | ------------------------------------------------------ |
| 1901 Moravia          | 1972 AD      | 14 tháng 1 năm 1972  | Hamburg-Bergedorf        | L. Kohoutek                                            |
| 1902 Shaposhnikov     | 1972 HU      | 18 tháng 4 năm 1972  | Nauchnij                 | T. M. Smirnova                                         |
| 1903 Adzhimushkaj     | 1972 JL      | 9 tháng 5 năm 1972   | Nauchnij                 | T. M. Smirnova                                         |
| 1904 Massevitch       | 1972 JM      | 9 tháng 5 năm 1972   | Nauchnij                 | T. M. Smirnova                                         |
| 1905 Ambartsumian     | 1972 JZ      | 14 tháng 5 năm 1972  | Nauchnij                 | T. M. Smirnova                                         |
| 1906 Naef             | 1972 RC      | 5 tháng 9 năm 1972   | Đài thiên văn Zimmerwald | P. Wild                                                |
| 1907 Rudneva          | 1972 RC2     | 11 tháng 9 năm 1972  | Nauchnij                 | N. S. Chernykh                                         |
| 1908 Pobeda           | 1972 RL2     | 11 tháng 9 năm 1972  | Nauchnij                 | N. S. Chernykh                                         |
| 1909 Alekhin          | 1972 RW2     | 4 tháng 9 năm 1972   | Nauchnij                 | L. V. Zhuravleva                                       |
| 1910 Mikhailov        | 1972 TZ1     | 8 tháng 10 năm 1972  | Nauchnij                 | L. V. Zhuravleva                                       |
| 1911 Schubart         | 1973 UD      | 25 tháng 10 năm 1973 | Đài thiên văn Zimmerwald | P. Wild                                                |
| 1912 Anubis           | 6534 P-L     | 24 tháng 9 năm 1960  | Palomar                  | C. J. van Houten, I. van Houten-Groeneveld, T. Gehrels |
| 1913 Sekanina         | 1928 SF      | 22 tháng 9 năm 1928  | Heidelberg               | K. Reinmuth                                            |
| 1914 Hartbeespoortdam | 1930 SB1     | 28 tháng 9 năm 1930  | Johannesburg             | H. van Gent                                            |
| 1915 Quetzálcoatl     | 1953 EA      | 9 tháng 3 năm 1953   | Palomar                  | A. G. Wilson                                           |
| 1916 Boreas           | 1953 RA      | 1 tháng 9 năm 1953   | Uccle                    | S. J. Arend                                            |
| 1917 Cuyo             | 1968 AA      | 1 tháng 1 năm 1968   | El Leoncito              | C. U. Cesco, A. G. Samuel                              |
| 1918 Aiguillon        | 1968 UA      | 19 tháng 10 năm 1968 | Bordeaux                 | G. Soulié                                              |
| 1919 Clemence         | 1971 SA      | 16 tháng 9 năm 1971  | El Leoncito              | J. Gibson, C. U. Cesco                                 |
| 1920 Sarmiento        | 1971 VO      | 11 tháng 11 năm 1971 | El Leoncito              | J. Gibson, C. U. Cesco                                 |
| 1921 Pala             | 1973 SE      | 20 tháng 9 năm 1973  | Palomar                  | T. Gehrels                                             |
| 1922 Zulu             | 1949 HC      | 25 tháng 4 năm 1949  | Johannesburg             | E. L. Johnson                                          |
| 1923 Osiris           | 4011 P-L     | 24 tháng 9 năm 1960  | Palomar                  | C. J. van Houten, I. van Houten-Groeneveld, T. Gehrels |
| 1924 Horus            | 4023 P-L     | 24 tháng 9 năm 1960  | Palomar                  | C. J. van Houten, I. van Houten-Groeneveld, T. Gehrels |
| 1925 Franklin-Adams   | 1934 RY      | 9 tháng 9 năm 1934   | Johannesburg             | H. van Gent                                            |
| 1926 Demiddelaer      | 1935 JA      | 2 tháng 5 năm 1935   | Uccle                    | E. Delporte                                            |
| 1927 Suvanto          | 1936 FP      | 18 tháng 3 năm 1936  | Turku                    | R. Suvanto                                             |
| 1928 Summa            | 1938 SO      | 21 tháng 9 năm 1938  | Turku                    | Y. Väisälä                                             |
| 1929 Kollaa           | 1939 BS      | 20 tháng 1 năm 1939  | Turku                    | Y. Väisälä                                             |
| 1930 Lucifer          | 1964 UA      | 29 tháng 10 năm 1964 | USNO Flagstaff           | E. Roemer                                              |
| 1931 Čapek            | 1969 QB      | 22 tháng 8 năm 1969  | Hamburg-Bergedorf        | L. Kohoutek                                            |
| 1932 Jansky           | 1971 UB1     | 16 tháng 10 năm 1971 | Hamburg-Bergedorf        | L. Kohoutek                                            |
| 1933 Tinchen          | 1972 AC      | 14 tháng 1 năm 1972  | Hamburg-Bergedorf        | L. Kohoutek                                            |
| 1934 Jeffers          | 1972 XB      | 2 tháng 12 năm 1972  | Mount Hamilton           | A. R. Klemola                                          |
| 1935 Lucerna          | 1973 RB      | 2 tháng 9 năm 1973   | Đài thiên văn Zimmerwald | P. Wild                                                |
| 1936 Lugano           | 1973 WD      | 24 tháng 11 năm 1973 | Zimmerwald               | P. Wild                                                |
| 1937 Locarno          | 1973 YA      | 19 tháng 12 năm 1973 | Zimmerwald               | P. Wild                                                |
| 1938 Lausanna         | 1974 HC      | 19 tháng 4 năm 1974  | Zimmerwald               | P. Wild                                                |
| 1939 Loretta          | 1974 UC      | 17 tháng 10 năm 1974 | Palomar                  | C. T. Kowal                                            |
| 1940 Whipple          | 1975 CA      | 2 tháng 2 năm 1975   | Harvard Observatory      | Harvard Observatory                                    |
| 1941 Wild             | 1931 TN1     | 6 tháng 10 năm 1931  | Heidelberg               | K. Reinmuth                                            |
| 1942 Jablunka         | 1972 SA      | 30 tháng 9 năm 1972  | Hamburg-Bergedorf        | L. Kohoutek                                            |
| 1943 Anteros          | 1973 EC      | 13 tháng 3 năm 1973  | El Leoncito              | J. Gibson                                              |
| 1944 Günter           | 1925 RA      | 14 tháng 9 năm 1925  | Heidelberg               | K. Reinmuth                                            |
| 1945 Wesselink        | 1930 OL      | 22 tháng 7 năm 1930  | Johannesburg             | H. van Gent                                            |
| 1946 Walraven         | 1931 PH      | 8 tháng 8 năm 1931   | Johannesburg             | H. van Gent                                            |
| 1947 Iso-Heikkilä     | 1935 EA      | 4 tháng 3 năm 1935   | Turku                    | Y. Väisälä                                             |
| 1948 Kampala          | 1935 GL      | 3 tháng 4 năm 1935   | Johannesburg             | C. Jackson                                             |
| 1949 Messina          | 1936 NE      | 8 tháng 7 năm 1936   | Johannesburg             | C. Jackson                                             |
| 1950 Wempe            | 1942 EO      | 23 tháng 3 năm 1942  | Heidelberg               | K. Reinmuth                                            |
| 1951 Lick             | 1949 OA      | 26 tháng 7 năm 1949  | Mount Hamilton           | C. A. Wirtanen                                         |
| 1952 Hesburgh         | 1951 JC      | 3 tháng 5 năm 1951   | Brooklyn                 | Đại học Indiana                                        |
| 1953 Rupertwildt      | 1951 UK      | 29 tháng 10 năm 1951 | Brooklyn                 | Đại học Indiana                                        |
| 1954 Kukarkin         | 1952 PH      | 15 tháng 8 năm 1952  | Crimea-Simeis            | P. F. Shajn                                            |
| 1955 McMath           | 1963 SR      | 22 tháng 9 năm 1963  | Brooklyn                 | Đại học Indiana                                        |
| 1956 Artek            | 1969 TX1     | 8 tháng 10 năm 1969  | Nauchnij                 | L. I. Chernykh                                         |
| 1957 Angara           | 1970 GF      | 1 tháng 4 năm 1970   | Nauchnij                 | L. I. Chernykh                                         |
| 1958 Chandra          | 1970 SB      | 24 tháng 9 năm 1970  | El Leoncito              | C. U. Cesco                                            |
| 1959 Karbyshev        | 1972 NB      | 14 tháng 7 năm 1972  | Nauchnij                 | L. V. Zhuravleva                                       |
| 1960 Guisan           | 1973 UA      | 25 tháng 10 năm 1973 | Đài thiên văn Zimmerwald | P. Wild                                                |
| 1961 Dufour           | 1973 WA      | 19 tháng 11 năm 1973 | Zimmerwald               | P. Wild                                                |
| 1962 Dunant           | 1973 WE      | 24 tháng 11 năm 1973 | Zimmerwald               | P. Wild                                                |
| 1963 Bezovec          | 1975 CB      | 9 tháng 2 năm 1975   | Hamburg-Bergedorf        | L. Kohoutek                                            |
| 1964 Luyten           | 2007 P-L     | 24 tháng 9 năm 1960  | Palomar                  | C. J. van Houten, I. van Houten-Groeneveld, T. Gehrels |
| 1965 van de Kamp      | 2521 P-L     | 24 tháng 9 năm 1960  | Palomar                  | C. J. van Houten, I. van Houten-Groeneveld, T. Gehrels |
| 1966 Tristan          | 2552 P-L     | 24 tháng 9 năm 1960  | Palomar                  | C. J. van Houten, I. van Houten-Groeneveld, T. Gehrels |
| 1967 Menzel           | A905 VC      | 1 tháng 11 năm 1905  | Heidelberg               | M. F. Wolf                                             |
| 1968 Mehltretter      | 1932 BK      | 29 tháng 1 năm 1932  | Heidelberg               | K. Reinmuth                                            |
| 1969 Alain            | 1935 CG      | 3 tháng 2 năm 1935   | Uccle                    | S. J. Arend                                            |
| 1970 Sumeria          | 1954 ER      | 12 tháng 3 năm 1954  | La Plata Observatory     | M. Itzigsohn                                           |
| 1971 Hagihara         | 1955 RD1     | 14 tháng 9 năm 1955  | Brooklyn                 | Đại học Indiana                                        |
| 1972 Yi Xing          | 1964 VQ1     | 9 tháng 11 năm 1964  | Nanking                  | Purple Mountain Observatory                            |
| 1973 Colocolo         | 1968 OA      | 18 tháng 7 năm 1968  | Cerro El Roble           | C. Torres, S. Cofre                                    |
| 1974 Caupolican       | 1968 OE      | 18 tháng 7 năm 1968  | Cerro El Roble           | C. Torres, S. Cofre                                    |
| 1975 Pikelner         | 1969 PH      | 11 tháng 8 năm 1969  | Nauchnij                 | L. I. Chernykh                                         |
| 1976 Kaverin          | 1970 GC      | 1 tháng 4 năm 1970   | Nauchnij                 | L. I. Chernykh                                         |
| 1977 Shura            | 1970 QY      | 30 tháng 8 năm 1970  | Nauchnij                 | T. M. Smirnova                                         |
| 1978 Patrice          | 1971 LD      | 13 tháng 6 năm 1971  | Bickley                  | Perth Observatory                                      |
| 1979 Sakharov         | 2006 P-L     | 24 tháng 9 năm 1960  | Palomar                  | C. J. van Houten, I. van Houten-Groeneveld, T. Gehrels |
| 1980 Tezcatlipoca     | 1950 LA      | 19 tháng 6 năm 1950  | Palomar                  | A. G. Wilson, Å. A. E. Wallenquist                     |
| 1981 Midas            | 1973 EA      | 6 tháng 3 năm 1973   | Palomar                  | C. T. Kowal                                            |
| 1982 Cline            | 1975 VA      | 4 tháng 11 năm 1975  | Palomar                  | E. F. Helin                                            |
| 1983 Bok              | 1975 LB      | 9 tháng 6 năm 1975   | Tucson                   | E. Roemer                                              |
| 1984 Fedynskij        | 1926 TN      | 10 tháng 10 năm 1926 | Crimea-Simeis            | S. Beljavskij                                          |
| 1985 Hopmann          | 1929 AE      | 13 tháng 1 năm 1929  | Heidelberg               | K. Reinmuth                                            |
| 1986 Plaut            | 1935 SV1     | 28 tháng 9 năm 1935  | Johannesburg             | H. van Gent                                            |
| 1987 Kaplan           | 1952 RH      | 11 tháng 9 năm 1952  | Crimea-Simeis            | P. F. Shajn                                            |
| 1988 Delores          | 1952 SV      | 28 tháng 9 năm 1952  | Brooklyn                 | Đại học Indiana                                        |
| 1989 Tatry            | 1955 FG      | 20 tháng 3 năm 1955  | Skalnaté Pleso           | A. Paroubek                                            |
| 1990 Pilcher          | 1956 EE      | 9 tháng 3 năm 1956   | Heidelberg               | K. Reinmuth                                            |
| 1991 Darwin           | 1967 JL      | 6 tháng 5 năm 1967   | El Leoncito              | C. U. Cesco, A. R. Klemola                             |
| 1992 Galvarino        | 1968 OD      | 18 tháng 7 năm 1968  | Cerro El Roble           | C. Torres, S. Cofre                                    |
| 1993 Guacolda         | 1968 OH1     | 25 tháng 7 năm 1968  | Cerro El Roble           | G. A. Plyugin, Yu. A. Belyaev                          |
| 1994 Shane            | 1961 TE      | 4 tháng 10 năm 1961  | Brooklyn                 | Đại học Indiana                                        |
| 1995 Hajek            | 1971 UP1     | 16 tháng 10 năm 1971 | Hamburg-Bergedorf        | L. Kohoutek                                            |
| 1996 Adams            | 1961 UA      | 16 tháng 10 năm 1961 | Brooklyn                 | Đại học Indiana                                        |
| 1997 Leverrier        | 1963 RC      | 14 tháng 9 năm 1963  | Brooklyn                 | Đại học Indiana                                        |
| 1998 Titius           | 1938 DX1     | 24 tháng 2 năm 1938  | Heidelberg               | A. Bohrmann                                            |
| 1999 Hirayama         | 1973 DR      | 27 tháng 2 năm 1973  | Hamburg-Bergedorf        | L. Kohoutek                                            |
| 2000 Herschel         | 1960 OA      | 29 tháng 7 năm 1960  | Sonneberg                | J. Schubart                                            |